# Rokoko

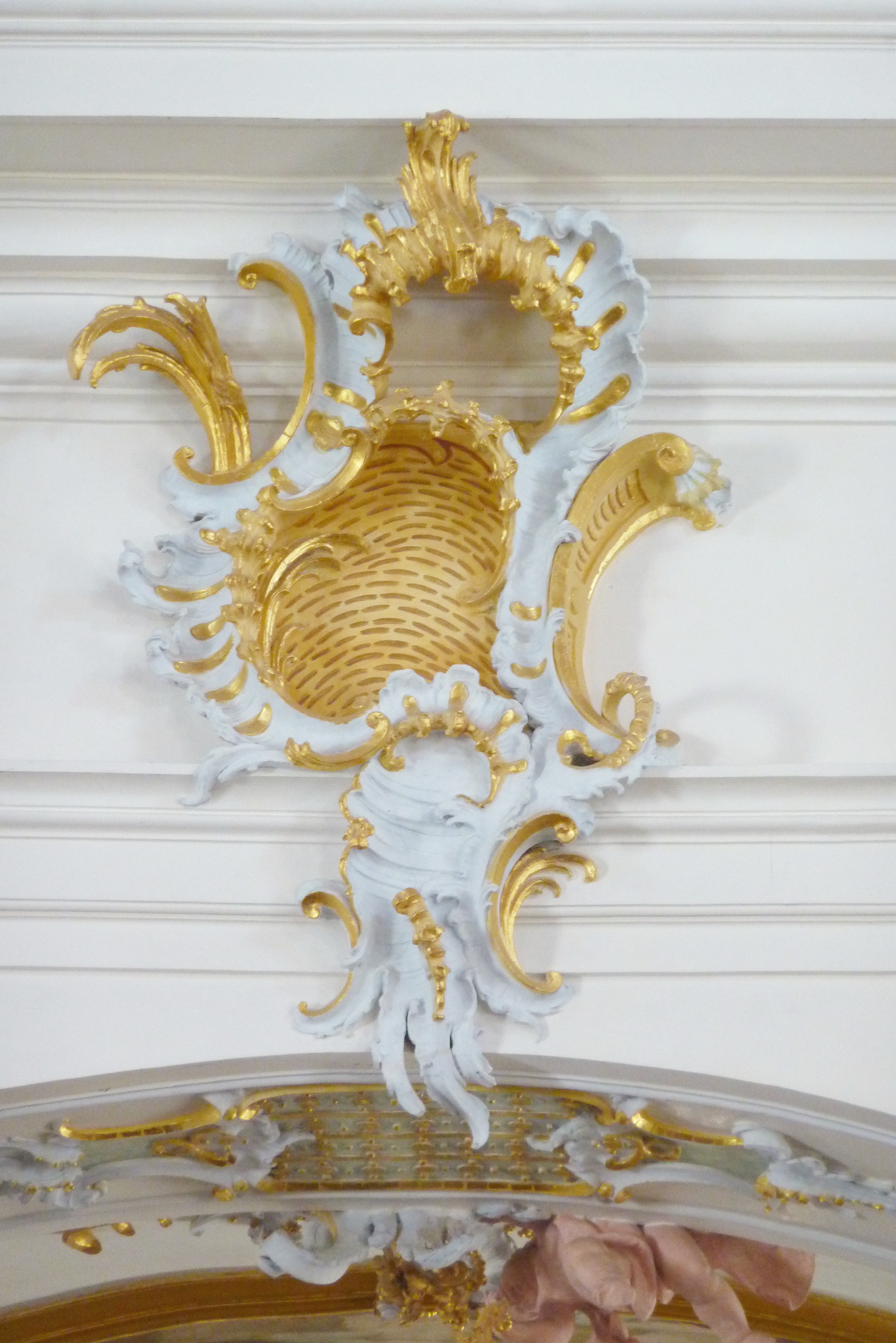
Eine Rocaille, typisches muschelartiges Ornament des Rokoko

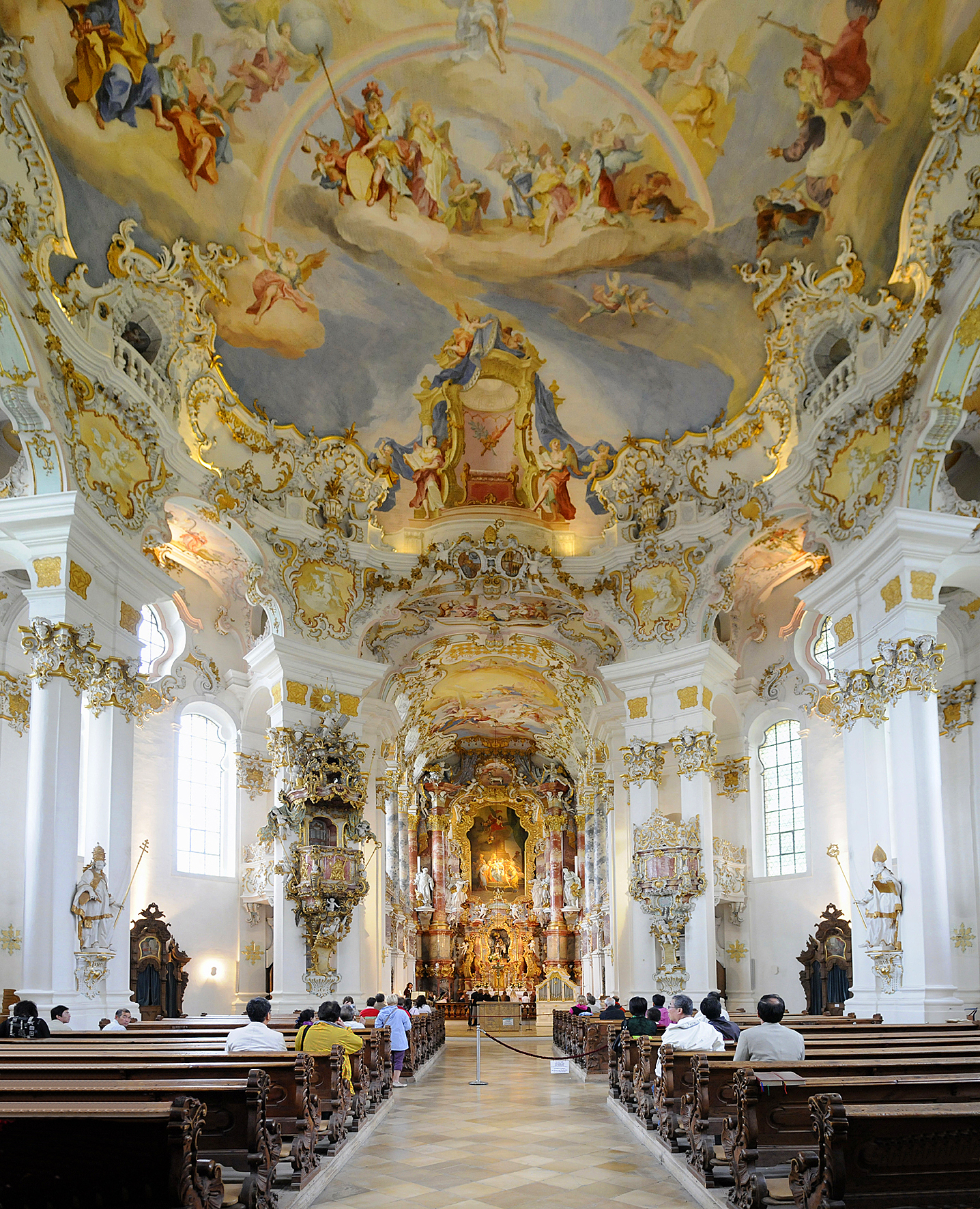
Einer der bedeutendsten und berühmtesten Rokokoräume der Welt: die Wieskirche bei Steingaden, Bayern

Das Rokoko ist eine Stilrichtung der europäischen Kunst von etwa 1730 bis etwa 1780 und entwickelte sich aus dem Régence, das im Spätbarock (ca. 1700–1720) ankert. Ausgangspunkt war Frankreich. Der Name entstammt dem französischen Wort Rocaille (Muschelwerk) und bezeichnet ein immer wieder auftretendes Ornamentmotiv, das sich durch Asymmetrie von barocken Formen unterscheidet. Der Begriff Rokoko wurde 1797 von dem Maler Pierre Maurice Quays geprägt.
Das Rokoko wurde ungefähr ab ca. 1770 langsam vom Klassizismus abgelöst. Einen Übergangsstil nennt man im Deutschen Zopfstil.

## Begriff
Der Begriff Rocaille leitet sich aus den französischen Wörtern roc (‚Fels‘) und coquilles (‚Muscheln‘) ab. Die Ableitung zeigt, dass es sich vor allem um einen Dekorationsstil handelt. Daher wird auch im Wesentlichen bei monumentaler Baukunst und bei bildnerischen Künsten jener Zeit nur bedingt von einer eigenen Stilepoche gesprochen. Dagegen wird besonders auf den Gebieten der Innenarchitektur und des Kunstgewerbes eine strenge Abgrenzung vom Barock getroffen. Der Begriff ist in der zweiten Hälfte des 19. Jahrhunderts gebildet worden.
Das Pathos des Barocks konnte sich im Zuge der Gegenreformation, der katholischen Reform und der damit einhergehenden Lehre und Praxis sowie in der Verherrlichung des absolutistischen Herrschertums voll entfalten. In der Zeit des Rokoko huldigte man dagegen einem verspielteren Schönheitsideal von eleganter Leichtigkeit und Anmut. Charakteristisch in diesem Bau- und Dekorationsstil sind überbordende Verzierungen an Fassaden, in Innenräumen, an Möbeln, Alltagsgegenständen etc. und eine Vorliebe für das Unregelmäßige und für Asymmetrie, im Gegensatz zu der im Barock so zentralen Symmetrie. An die Stelle fester Formen traten leichte, zierliche, gewundene Linien und häufig rankenförmige Umrandungen.
In der Ikonographie der weltlichen Kunst zeigen die Motive eine Zunahme an sinnlicher, erotischer Ästhetik und eine laszive Darstellung der galanten Welt. In der Architektur und Baukunst tritt der großartige Fassadenschmuck zugunsten einer reichhaltigeren Ausstattung und Akzentuierung der Innenräume zurück, wie überhaupt das Rokoko in erster Linie eine Kunst der Innendekoration ist. In der höfischen und zunehmend auch in der bürgerlichen Umgebung waren mehr oder weniger luxuriös gestaltete Salons die Zentren geselliger Unterhaltung. Sie entwickelten sich zu den beherrschenden Wohnräumen.

## Allgemeine Tendenzen

### Exotik und Porzellan

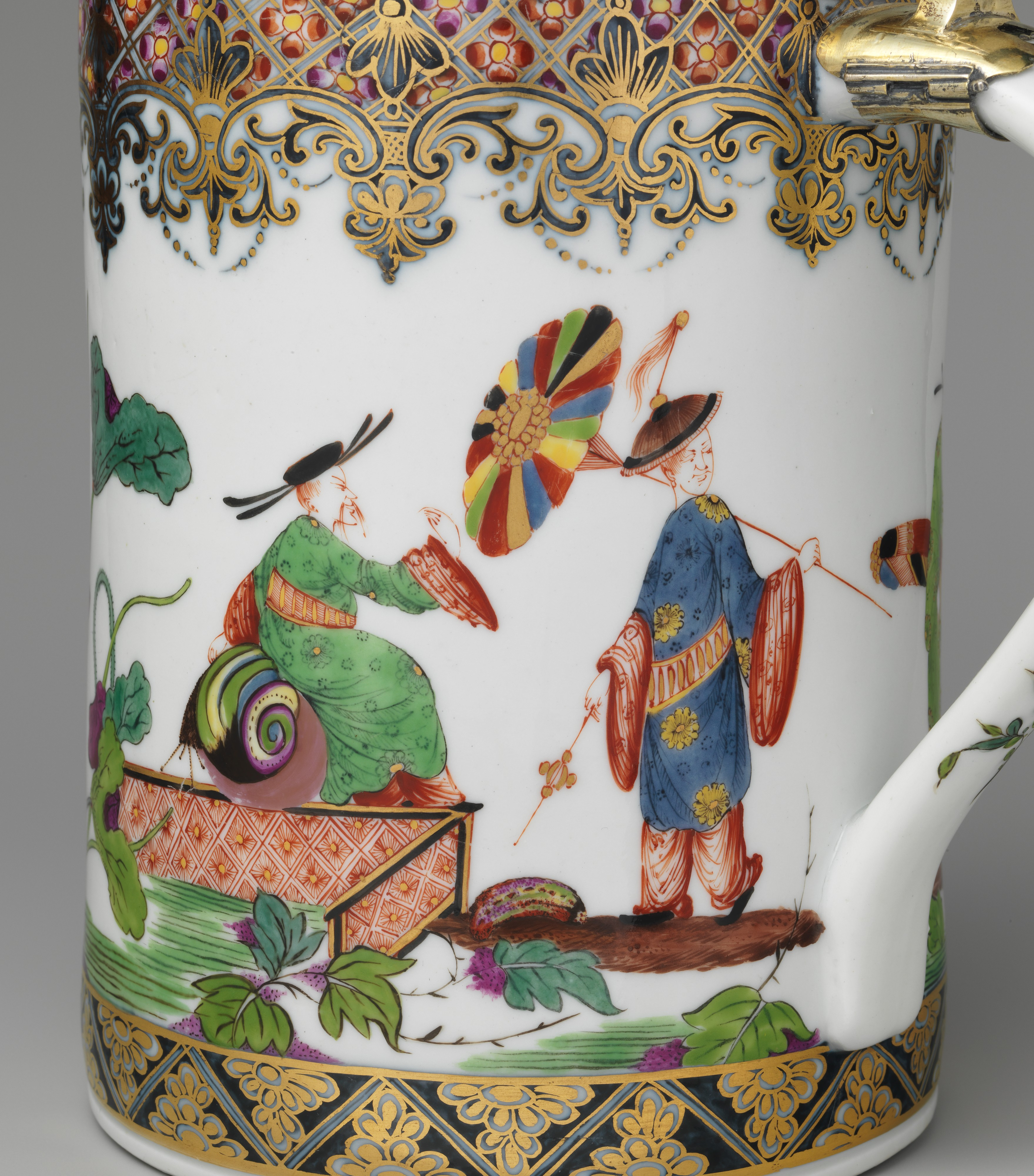
Meißner Porzellan-Häferl im chinesischen Stil, um 1730, Metropolitan Museum of Art, New York

Im Spätbarock und Rokoko hatte man auch eine große Vorliebe für alles Exotische, daher erreichte vor allem die Chinoiserie ihre größte Popularität. Die Bewunderung für chinesisches Porzellan und ostasiatische Lackarbeiten führte zur Einrichtung von Porzellankabinetten oder von chinesischen oder japanischen Lackzimmern, wie beispielsweise in Schönbrunn, und sogar zu kleinen Pavillons oder Pagoden in manchen Schlossparks (Chinesischer Pavillon in Sanssouci, Potsdam).

Vor allem kam es auch zur Neuentdeckung der Porzellanherstellung in Meißen, die auch die Gründung anderer Manufakturen nach sich zog, wie der Porzellanmanufaktur Nymphenburg, der Manufacture royale de porcelaine de Sèvres bei Paris oder in Capodimonte, Neapel. In manchen Palästen schmückte man sogar ganze Räume statt mit dem wertvollen China-Porzellan mit Produkten aus den europäischen Werkstätten, z. B. im Schloss von Aranjuez oder im Salottino di Porcellana der Königin Maria Amalia von Sachsen im Königspalast von Portici (1757–1759; heute im Museo di Capodimonte, Neapel).

In den Manufakturen entstanden nicht nur alle möglichen Ziergegenstände – Vasen und Figurinen –, denn mit der Liebe zum Porzellan ging parallel auch ein erster Boom im Genuss exotischer Getränke wie Schokolade, Tee und Kaffee einher, die seit dem 17. Jahrhundert in Europa immer mehr in Mode gekommen waren. So wurden entsprechende Services gefertigt, und die im Vergleich zu chinesischen Originalen preiswertere Produktion von Porzellan förderte letztlich die Verfeinerung der Sitten, und es kamen auch ganze Ess-Services aus Porzellan in Mode.

### „Petitessen“

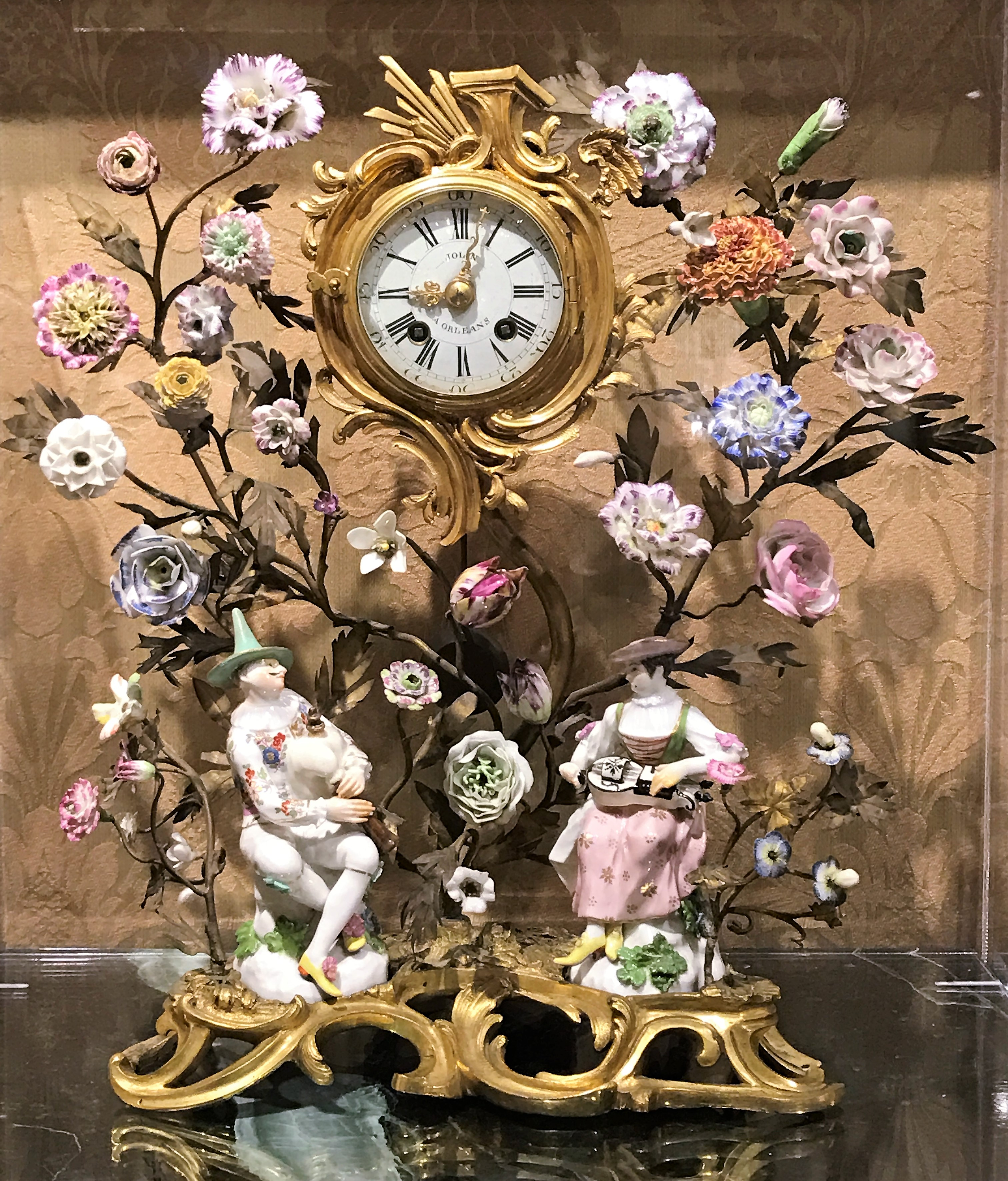
Rokoko-Uhr mit Meißner Porzellan-Blumen und -Figurinen, um 1735. Cummer Museum, Jacksonville, Florida

Ludwig XIV. von Frankreich hatte sein Leben zum öffentlichen Ereignis gemacht, um den Adel am Hof zu halten und durch Gunstbeweise oder -entzug zu lenken; die großen Appartements und selbst der Park in Versailles sollten daher vor allem durch ihre prunkende Schönheit beeindrucken und dienten der repräsentativen Demonstration der königlichen Macht. Aber schon der Sonnenkönig ließ ab den 1670er Jahren auch kleinere und intimere Schlösser mit privaterem Charakter errichten, die nicht allgemein zugänglich und in ihrer Ausstattung einfacher waren und wo die strenge Hofetikette gelockert wurde (das (zerstörte) Trianon de porcelaine, das Trianon de marbre und das nicht erhaltene Marly). Diese Tendenz zu einem Rückzug ins Private verstärkte sich bei anderen Herrschern im 18. Jahrhundert. In der Zeit der Régence (1715–1723/30) hatten sich außerdem die Sitten gelockert und der Adel lebte fern von strenger Hofetikette in seinen Stadtpalais in Paris oder vergnügte sich auf Bällen.
So traten im Rokoko an die Stelle monumentaler Pracht und kraftvoller Dynamik des Barock nun kultivierte Lebensführung und ein leichtfüßiges, feinsinniges Lebensgefühl, gepaart mit vornehm-zarter Sinnlichkeit und galanten Umgangsformen. In der (Klein-)Plastik und vor allem in der Malerei tauchen häufig private oder gar erotische Themen auf, nicht selten auch in einer lieblichen oder gar niedlichen Darstellung (z. B. Gemälde von Boucher, Meißner Porzellan-Figuren). Dies rief auch Kritik hervor, besonders aus den Reihen der Aufklärer, und es wird vom Zeitalter der Décadence gesprochen; Voltaire bezeichnet es als „le siècle des petitesses“ (das Jahrhundert der Kleinigkeiten). Die folgenden Adjektive wurden zur Beschreibung dieser Zeit verwendet: „[…] vielsagend lächelnd, aber selten eindeutig lachend; amüsant, pikant, kapriziös, witzig, kokett, komödiantisch …“.

## Bildende Kunst

### Architektur

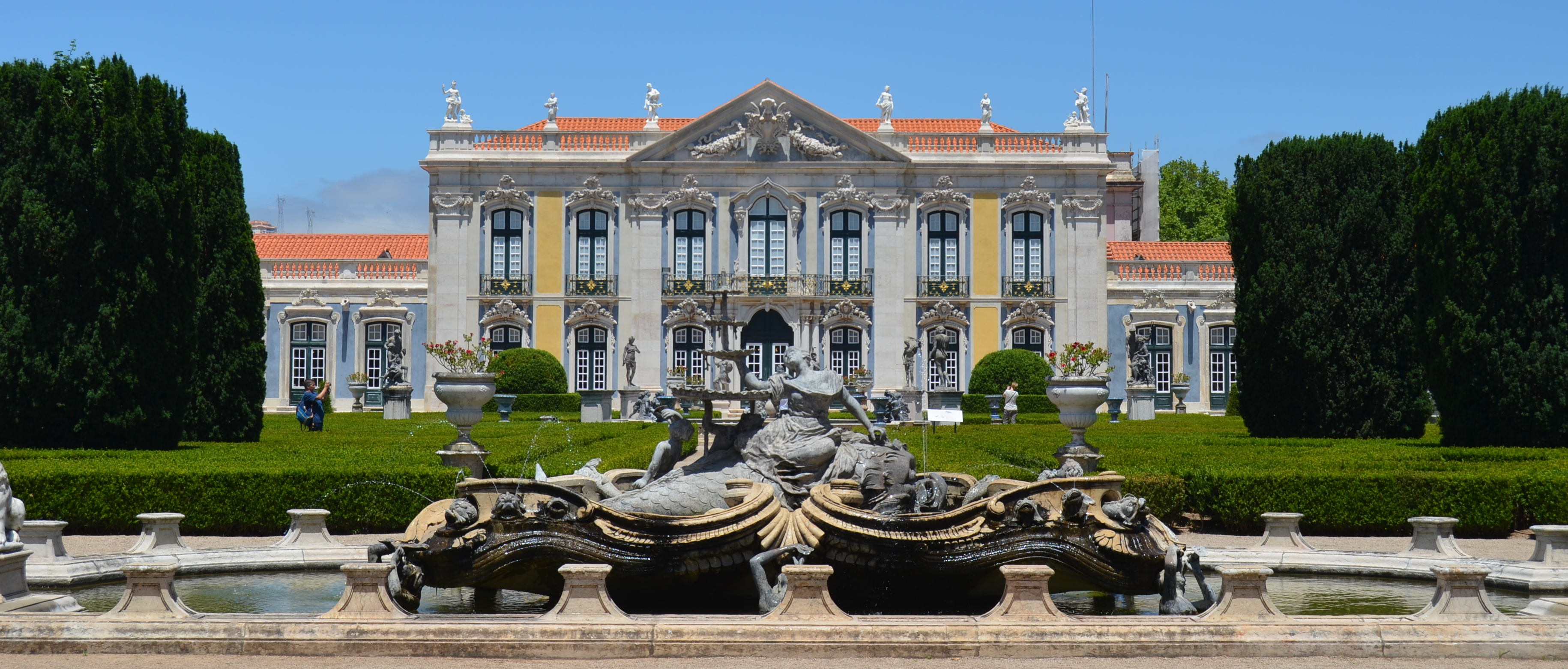
Schloss Queluz bei Sintra (Portugal)

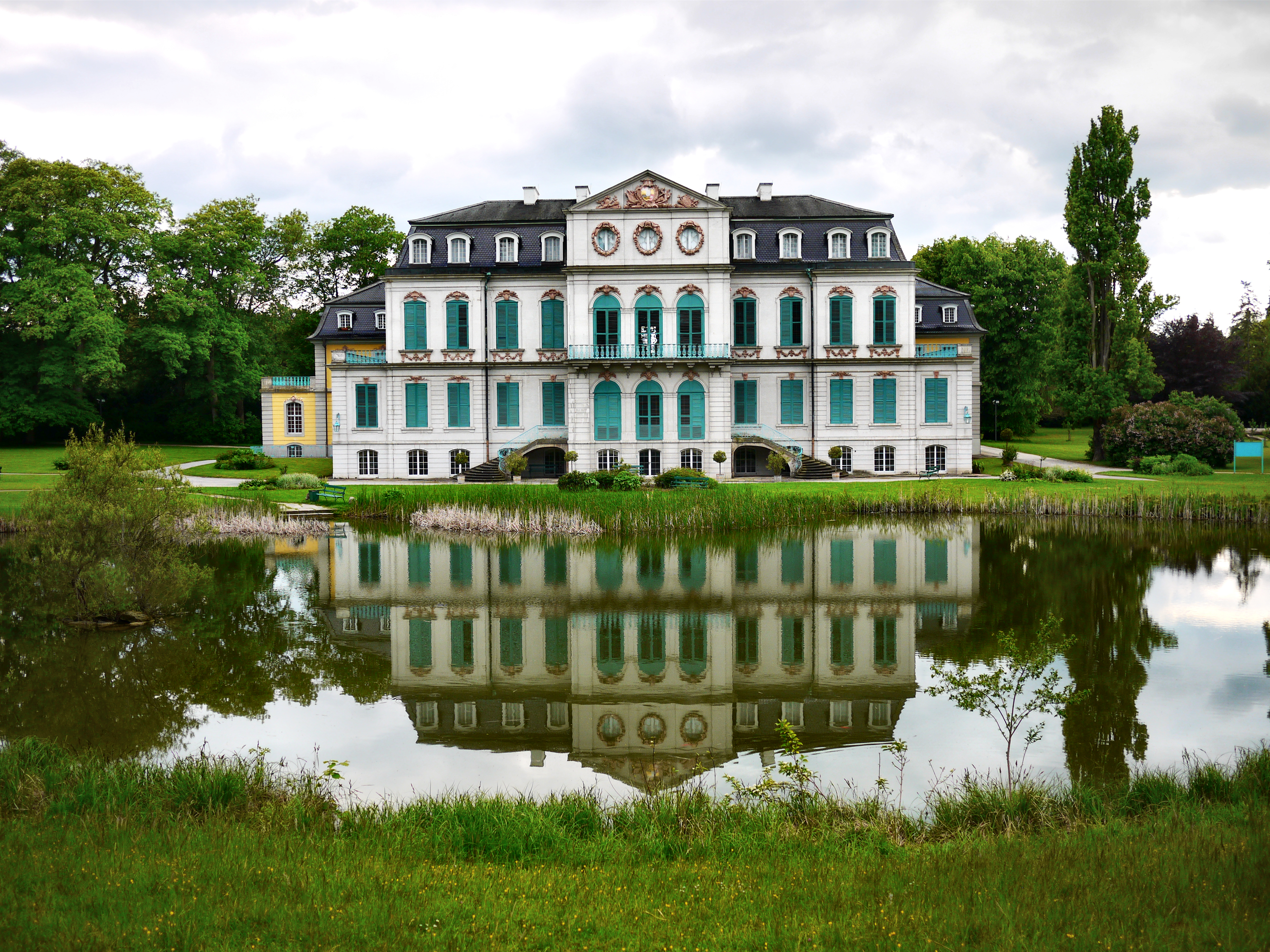
Schloss Wilhelmsthal bei Kassel

In der Architektur gibt es nur relativ wenige Bauten, deren Stil sich eindeutig dem Rokoko zuordnen lässt, da es sich – wie erwähnt – eher um einen Dekorationsstil handelt. Die Schlösser erscheinen kleiner, Hauptgebäude trennen sich teilweise von Dienstgebäuden, beispielsweise in Schloss Benrath bei Düsseldorf. In der Innenarchitektur verzichtet man nun auf die gliedernden Elemente der klassisch-antiken Säulenordnung, auf Pilaster, Gebälk und Friese, stattdessen lässt man die Grenzen der einzelnen Raumteile (Wände, Decke usw.) mithilfe von schmückenden Ornamenten verschwimmen. Neben den offiziellen pompösen Repräsentationsräumen finden sich jetzt auch vermehrt kleinere und intimere Privaträume – wie die Petits Appartements Ludwigs XV. und seiner Töchter in Versailles –, oder gar Privathäuser und -schlösschen, wie beispielsweise die Amalienburg im Park von Schloss Nymphenburg. Das Lebensgefühl fordert eine heitere, leichte Architektur mit eleganten und verspielten Details.
Im Kirchenbau, besonders im süddeutsch-österreichischen Raum entstehen allein aus praktischen Gründen zum Teil gigantische Raumschöpfungen, die jedoch nicht monumental wirken, sondern durch eine einzigartige Verschmelzung von Architektur, Malerei, Stuck usw. gekennzeichnet sind, also die Grenzen zwischen den Kunstgattungen oft völlig aufheben, und durch eine lichterfüllte Schwerelosigkeit, festliche Heiterkeit und Bewegtheit geprägt sind (z. B. Wieskirche bei Steingaden u. a.).

#### Frankreich
Seinen Ursprung nahm das Rokoko in Frankreich, wo es die kurze Periode der Régence oder „Regentschaft“ ablöst, die als Kunstepoche etwa den Zeitraum von 1715 bis 1730 umfasst, und in der Politik die Jahre zwischen 1715 und 1723, als Philipp von Orléans die Regierungsgeschäfte in Frankreich während der Minderjährigkeit des späteren Königs Ludwig XV. leitete.
Schon in der Régence entwickelte man einen leichteren, graziöseren Dekorationsstil. Das schwere, geradlinige klassisch-antike Formenrepertoire des Louis-quatorze verschwand zu Gunsten von Schwüngen und Wölbungen. Typisch für die französische Innendekoration sind Wandvertäfelungen mit oft vergoldeten Boiserien auf weißem Grund. Das Zierelement der Rocaille tritt etwa um 1730 zum ersten Mal auf (Salon Ovale im Hôtel de Soubise, Paris).
Das zierlichere Mobiliar zeigte sich mit geschwungenen Corpora, die mit Ornamenten verziert waren und mit üppig marketierten Oberflächen. Man wünschte nun auch einen höheren Grad an Komfort und polsterte z. B. die Sitz- und Rückenflächen der Sessel dicker oder man schuf die Chaiselongue. Aus dem Bedürfnis nach nützlichen und bequemen Dingen, die noch dazu den Wunsch nach verspieltem Luxus befriedigen sollten, wurden neue Einrichtungsgegenstände gefertigt, wie Tische mit Schubladen und versenkbaren Fächern, Toilettentische, Spieltische und Zylinderschreibtische oder -bureaus, deren Fächer und Schübe sich hinter einem im Halb- oder Viertelkreis geführten Rollladen befanden u. ä. m. Die Tischler bevorzugten Eiche, Walnuss, aber auch tropische Hölzer, etwa Satinholz oder Mahagoni, für ihre Arbeiten. Hinzu kamen verfeinerte Alltagsgegenstände aus Glas und Porzellan.

#### Deutschland

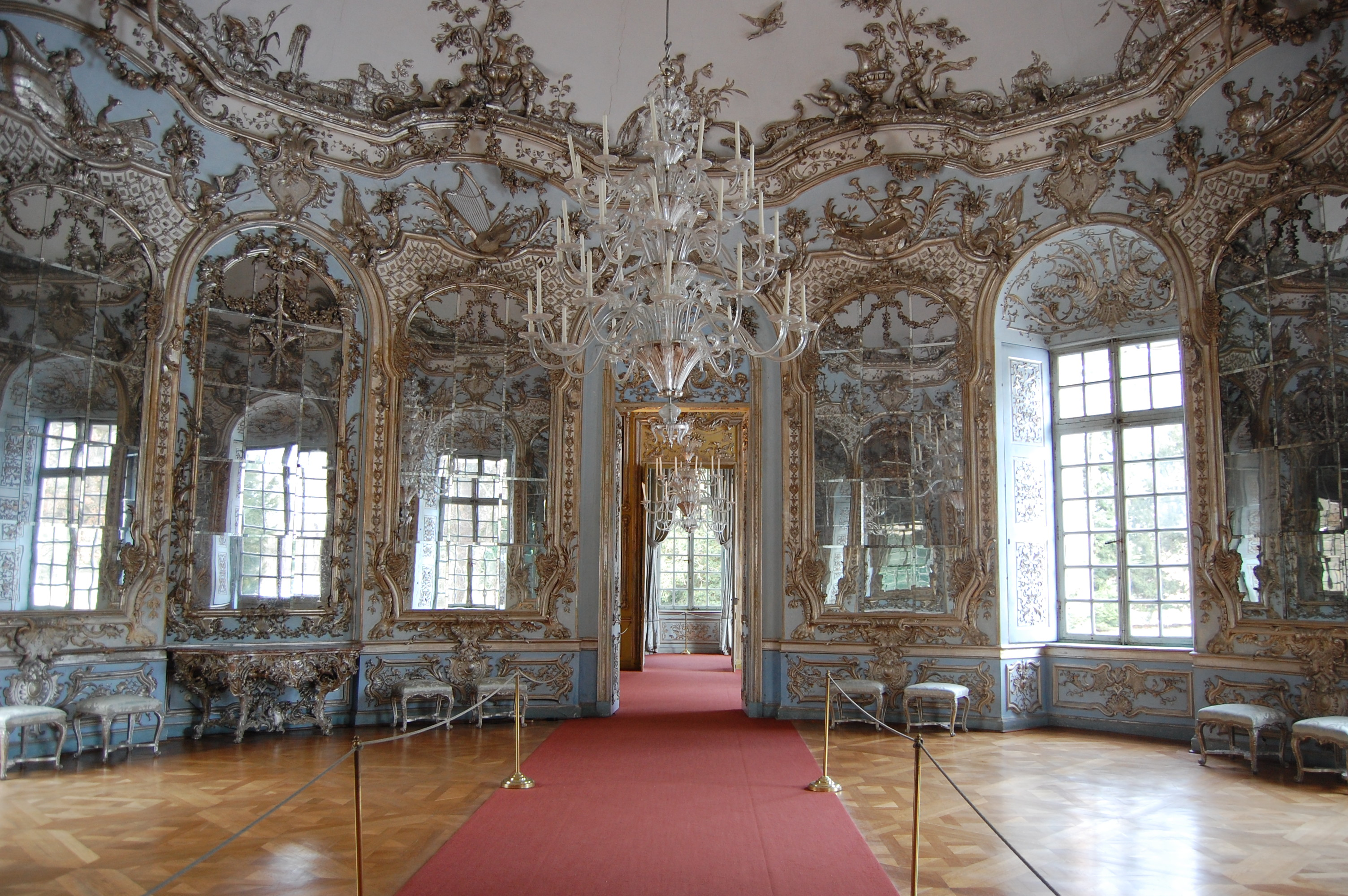
Spiegelsaal in der Amalienburg (Nymphenburg)

Der Rokokostil in Deutschland und Österreich entwickelte unter dem bereits bestehenden Einfluss des italienischen Barock wesentlich überschwänglichere Formen als im klassizistisch vorgeprägten Frankreich, und es entstanden vor allem auch bedeutende Rokokodekorationen im Kirchenbau.
Die Asamkirche in München steht an der Schwelle zum Rokoko, doch tritt hier die typische Leitform im Ornament, die Rocaille, noch nicht auf. Man findet sie zuerst in den späten 1730er Jahren, doch herrschen auch in dieser Zeit noch florale Ornamentmotive vor, wie in der von François de Cuvilliés erbauten Amalienburg in München-Nymphenburg. Das Rokoko und die Rocaille werden aus Frankreich vor allem durch Ornamentstichvorlagen nach Deutschland importiert. Das Zentrum solcher Stiche ist Augsburg; man nannte es auch den „Augsburger Geschmack“, und es geht in das Formenrepertoire vieler süddeutscher Stuckateure über, bis die Ausstattungskunst des Rokoko im Werk Dominikus Zimmermanns ihren Höhepunkt erreicht: Im Chor der Wieskirche erscheinen „gebaute Rocaillen“. Ebenfalls hervorzuheben ist sein Wirken bei der Errichtung und Stuckierung der Wallfahrtskirche Steinhausen (1727–1733) zwischen Bad Schussenried und Biberach. Andere bedeutsame Schöpfungen des Rokoko sind das Cuvilliés-Theater in München und Schloss Wilhelmsthal bei Kassel.

##### Regionale Sonderformen
Im deutschsprachigen Bereich werden diverse Ausprägungen des Rokoko in verschiedenen Regionen teilweise besonders bezeichnet, nicht zuletzt auch deshalb, weil es sich ursprünglich im 18. Jahrhundert um eigenständige Länder handelte, deren Bauten durch den Geschmack und die Mittel eines bestimmten Fürsten oder einer Fürstin geprägt waren. Grob ist zwischen dem norddeutschen Rokoko und dem süddeutschen Rokoko unterscheiden.
Bedeutende Elemente des süddeutschen Rokoko sind in der Würzburger Residenz zu finden. Im Hauptwerk Balthasar Neumanns wurden die Stuckaturen von Antonio Bossi ausgeführt. Besonders sind hier der „Weiße Saal“ und der „Kaisersaal“ mit seiner Ausarbeitung zu erwähnen. Vom hochbegabten Kunstschreiner Ferdinand Hundt ließ Balthasar Neumann unter anderem das einzigartige Audienzzimmer ausstatten und lobte ihn, dass er „die Zierratenschneiderei am besten von allen verstehe“. Durch Ferdinand Hundt, Antonio Bossi und Johann Wolfgang van der Auwera wurde in der Residenz der neue Gusto des Würzburger Rokoko erschaffen.

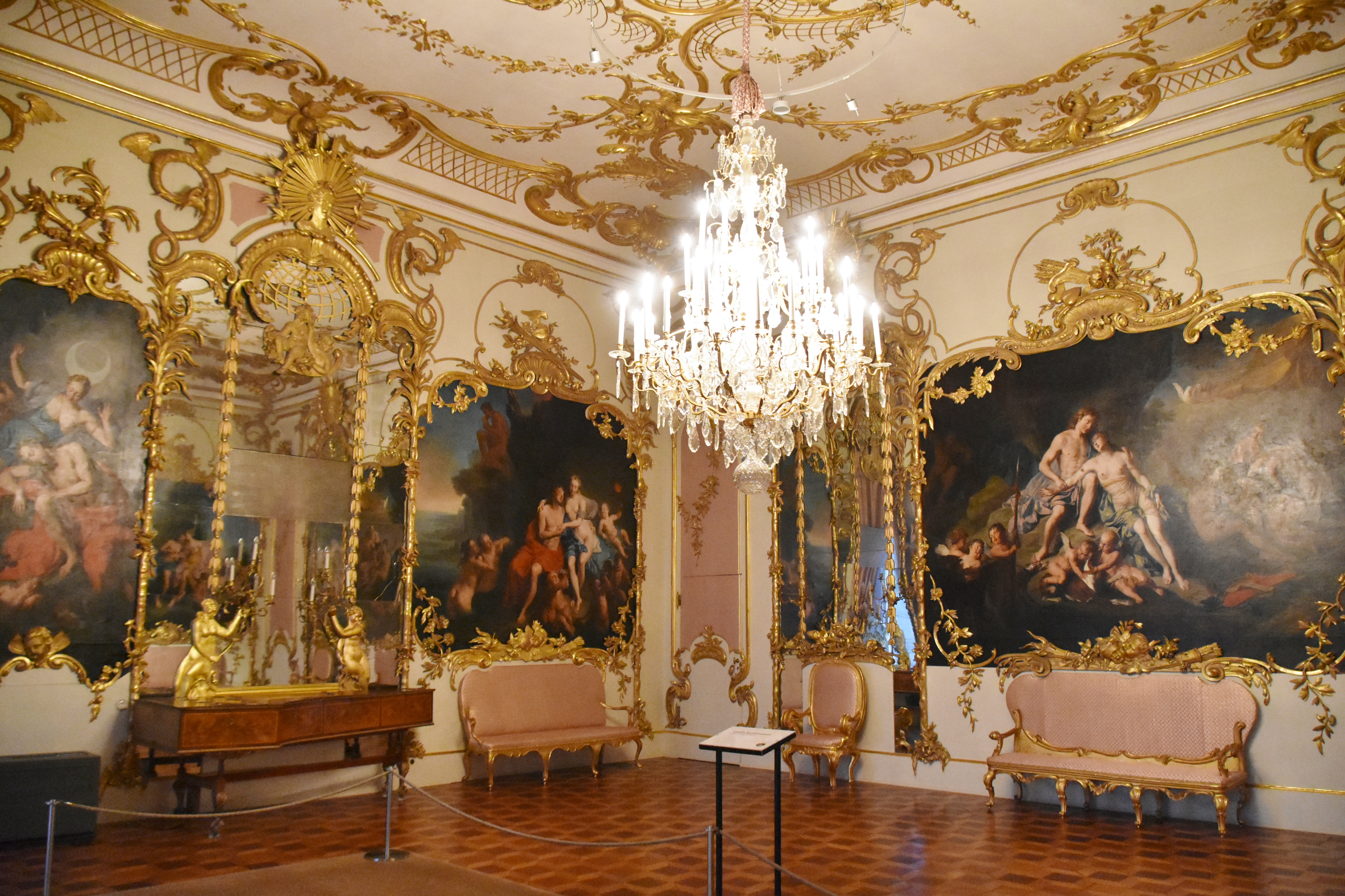
Unteres Konzertzimmer im Neuen Palais, Potsdam

Eine regionale Ausprägung des norddeutschen Rokoko ist das nach Friedrich dem Großen benannte Friderizianische Rokoko bzw. preußische Rokoko, das im Vergleich zur bayerischen Variante als nicht ganz so verspielt und überbordend gilt, aber durchaus zum Prunkenden neigt. Beispielhaft sind die elegante Innendekoration von Schloss Sanssouci (z. B. Konzertzimmer) sowie manche Innenräume im Neuen Palais von Potsdam, wo aber auch Mischformen mit dem Klassizismus auftreten (andere Räume, wie die Galerien, sind völlig klassizistisch).
Als eigenständige Entwicklung wird auch das Bayreuther Rokoko angesehen, das unter Markgräfin Wilhelmine in den Jahren 1740 bis 1760 in Bayreuth entstand. Typische Elemente sind zierliche Stuckornamente, von denen die meisten von Giovanni Battista Pedrozzi stammen. Am ausgeprägtesten zeigte sich dieser Stil im neuen Schloss der Eremitage, dessen Innenräume im Krieg leider zerstört wurden. Erhalten sind Appartements im Neuen Schloss Bayreuth, im Alten Schloss der Eremitage und die Schlosskirche Bayreuth.

#### Österreich
Im heutigen Österreich findet man ebenfalls bedeutende Beispiele für das süddeutsche Rokoko – eine strenge Abgrenzung vom übrigen süddeutschen Raum ist jedoch nicht möglich oder sinnvoll und entspricht auch nicht der historischen Situation im 18. Jahrhundert. Auf der anderen Seite gibt es mit dem nach Maria Theresia benannten (maria-)theresianischen Rokoko bzw. österreichischen Rokoko, der noch etwas mehr zum Lieblichen tendiert, auch eine eigene Begriffsbildung. Bekanntestes Beispiel hierfür ist die Innendekoration von Schloss Schönbrunn in Wien (wobei das rot-weiße Mobiliar allerdings zum großen Teil erst aus dem 19. Jahrhundert stammt und dem Neorokoko angehört). Andere bedeutende Beispiele sind Schloss Leopoldskron in Salzburg, oder Stift Engelszell und Stift Wilhering in Oberösterreich. Die Stiftskirche von Wilhering gilt als wichtigster Sakralbau des Rokoko in Österreich und zählt zu den bedeutendsten Bauten des Rokoko im deutschen Sprachraum.

#### Italien

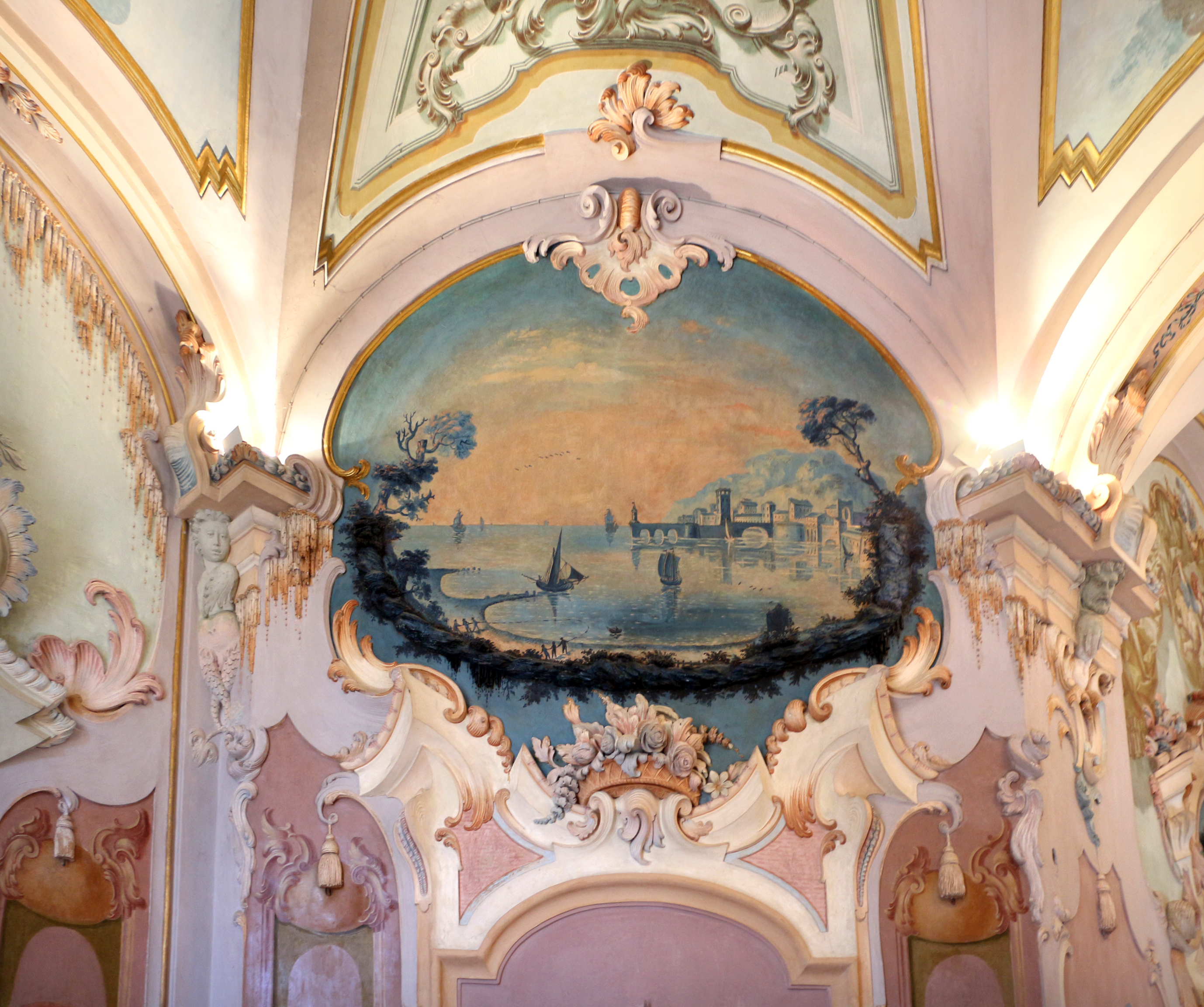
Rokokodekor aus farbigem Stuck und Grisaille-Malerei in der Galleria des Palazzo Pianetti in Jesi

Eine umfassende Untersuchung über den Rokoko in Italien scheint bisher nicht vorzuliegen. Teilweise ist eine genaue Abgrenzung zum italienischen Spätbarock auch nicht ganz einfach, weil man im Gegensatz zum klassischen Formenkanon in Frankreich unter Ludwig XIV. in Italien schon zuvor viel freier und rauschhafter in den Dekorationen der Paläste und Kirchen war. Nach 1700 entstanden Dekorationen, die bei allem Überschwang bereits eine große Feinheit und Eleganz und teilweise ähnliche Ornamentik wie im Rokoko verwenden, z. B. Muscheln, die aber im großen Entwurf oft noch symmetrischer bleiben als im späteren Rokoko. Trotzdem gibt es einige ganz eindeutige und fantasievolle Beispiele für Raumschöpfungen im Rokokostil in Italien, unter anderem in der Palazzina Stupinigi und im Palazzo Reale in Turin (u. a. Galleria del Daniel und Chinesisches Kabinett), oder in venezianischen Palästen, wie der Ca’ Rezzonico, dem Casino der Prokuratorin Venier, im Palazzo Baglioni, im Palazzo Pisani Moretta und im Palazzo Foscarini ai Carmini, die häufig neben farbigen Stuckdekorationen auch spektakuläre Deckengemälde von Tiepolo, Giambattista Crosato und anderen Malern haben. Ein bekanntes Beispiel für Rokoko ist auch die große Galerie im Palazzo Pianetti in Jesi. In Rom war die Tradition der klassischen Antike und der Renaissance sehr stark, und in den dortigen Palästen gibt es daher zwar viele Rokokomöbel, aber ganze Raumschöpfungen sind rar: Erwähnenswert sind die Palazzi Rondinini und Chigi-Odescalchi, sowie die schon 1734 entstandene Spiegelgalerie des Palazzo Doria-Pamphilj. Auf Sizilien finden sich nennenswerte Rokokodekorationen in den Palazzi Valguarnera-Gangi, Butera und Comitini (alle in Palermo), in der Villa Ajroldi (Palermo), und im Palazzo Biscari in Catania.

#### Andere Länder
Auch in Russland wird der Stil aufgegriffen, hier jedoch mit einer Tendenz zu Prunk und Pomp und auch zum Monumentalen (Katharinenschloss in Zarskoje Selo, Jonastreppe im Winterpalais). Bedeutendster Architekt des russischen Rokoko war der Italiener Bartolomeo F. Rastrelli.
Ein berühmtes Rokokoschloss in Portugal ist der Palácio de Queluz bei Sintra, dessen Innenräume zum Teil aber auch klassizistisch sind. Der Park hat seine Originalform bewahrt und besitzt auch wertvolle Azulejo-Dekorationen im Rokokostil.
In Großbritannien ging der Klassizistische Barock nahezu unmittelbar in den Klassizismus über, der sich durch strenge Formalität, geometrische Ordnung und antikisierende Motive auszeichnete. Die vom Kontinent übernommene Mode des Rokoko wurde bald vom britischen Palladianismus, der bis zum Anfang des 17. Jahrhunderts zurückreichte, überlagert. Zeitgleich bildeten die beiden „irregulären“ Stile, die sich über Musterbücher verbreiteten, eine Gegenströmung: die Mode der Chinoiserie und die der Neugotik, welche Horace Walpole um 1747 für seinen Landsitz Strawberry Hill „erfunden“ hatte. Rokoko, Chinoiserie, Klassizismus und Neugotik vermischten sich vor allem bei Innendekorationen, etwa beim „Adamstil“ oder bei den Möbeln von Thomas Chippendale (siehe: Chinoiserien in Großbritannien).

Schlossbau
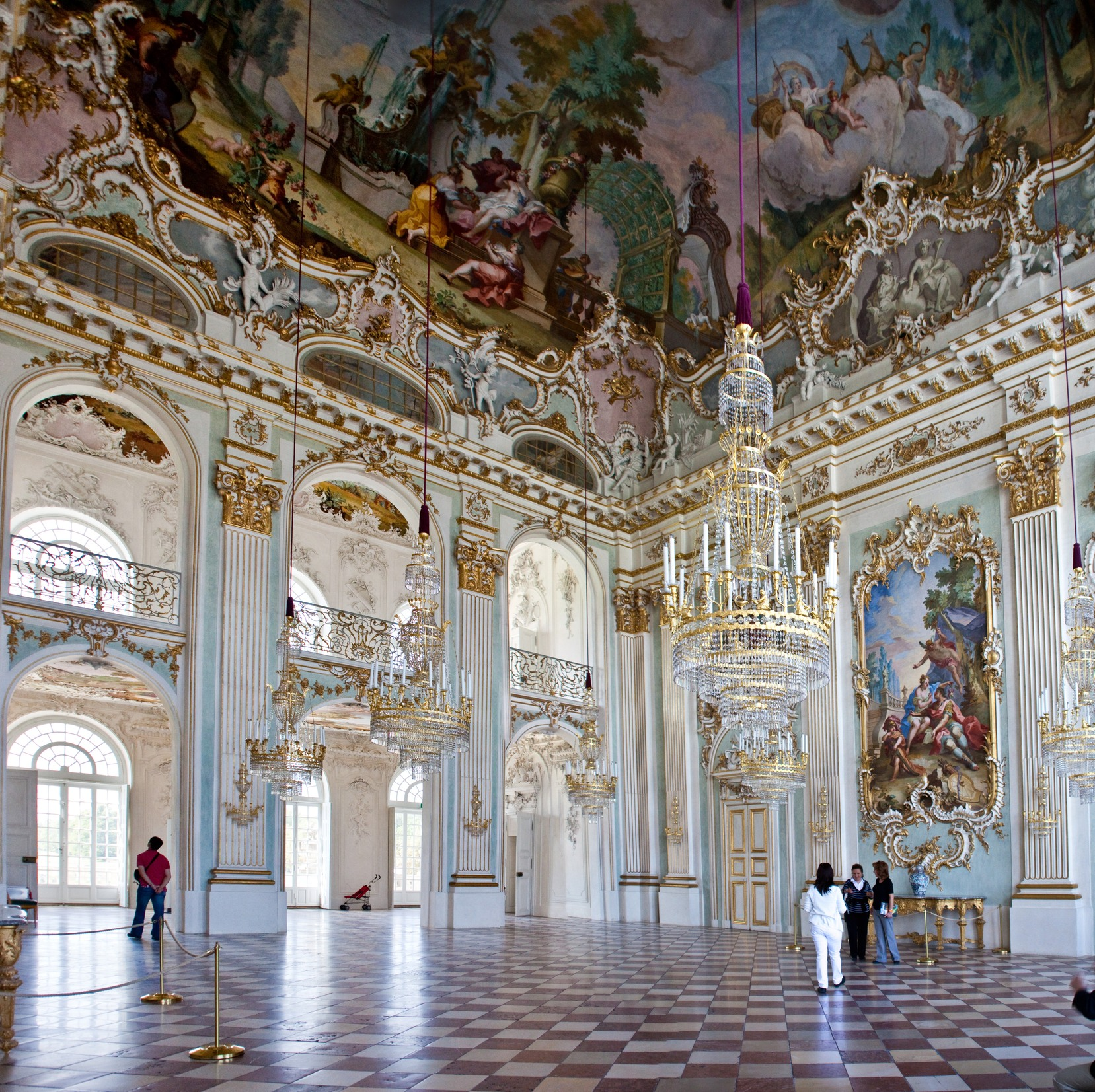
Steinerner Saal in Schloss Nymphenburg
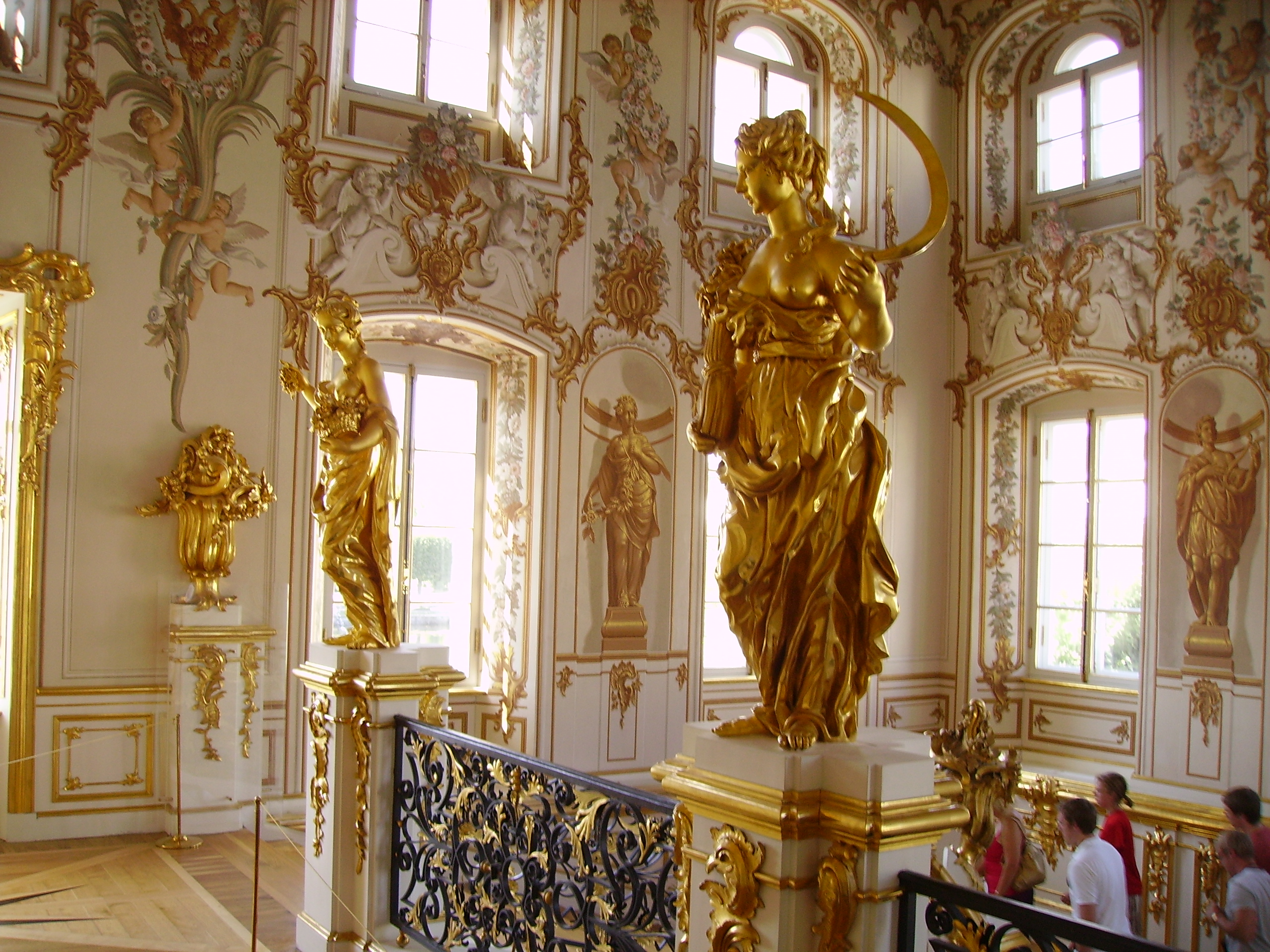
Große Treppe in Schloss Peterhof, bei Sankt Petersburg
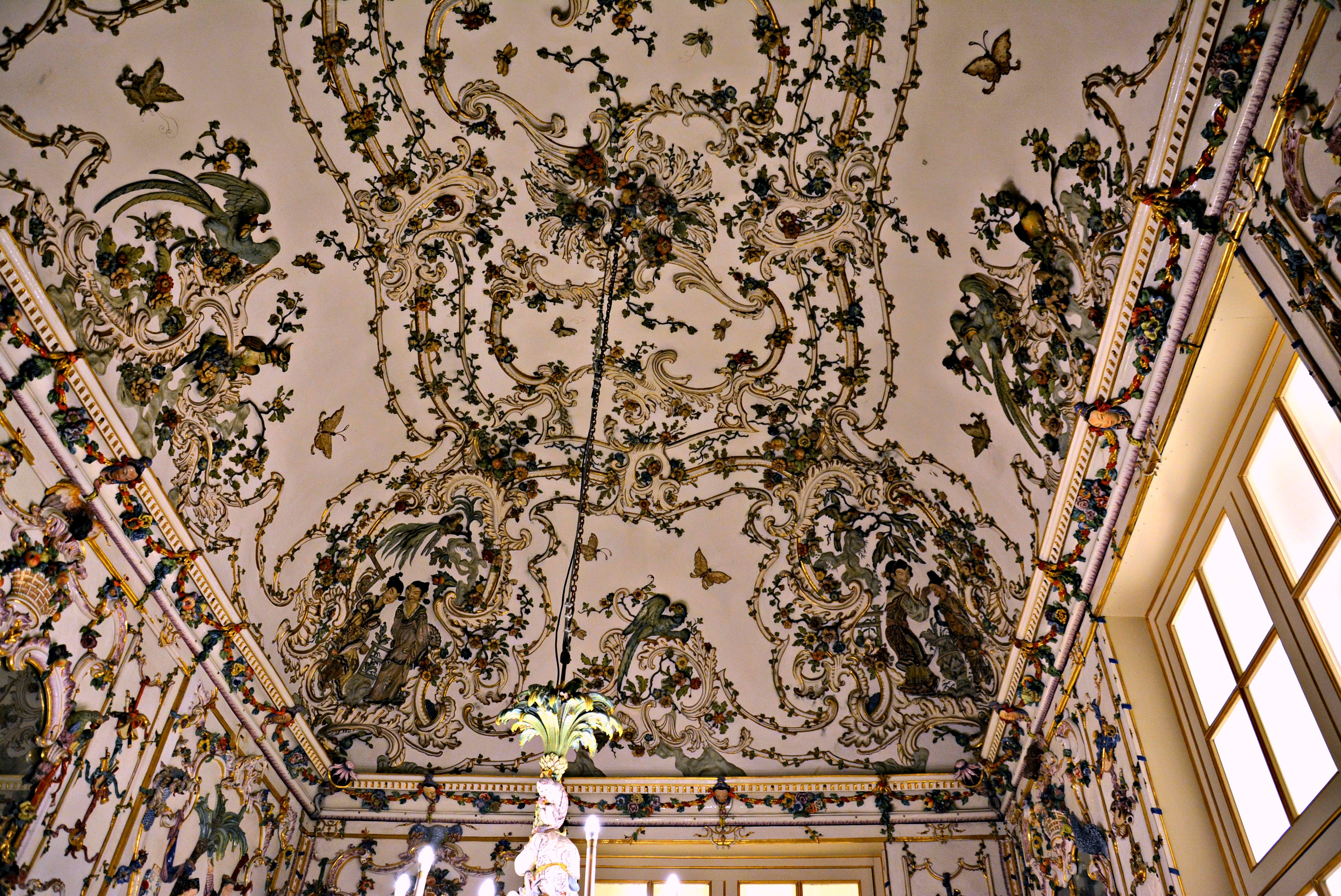
Decke mit Chinoiserien im Porzellankabinett (Salottino di Porcellana) der Maria Amalia von Sachsen (1757–1759), Museo di Capodimonte, Neapel
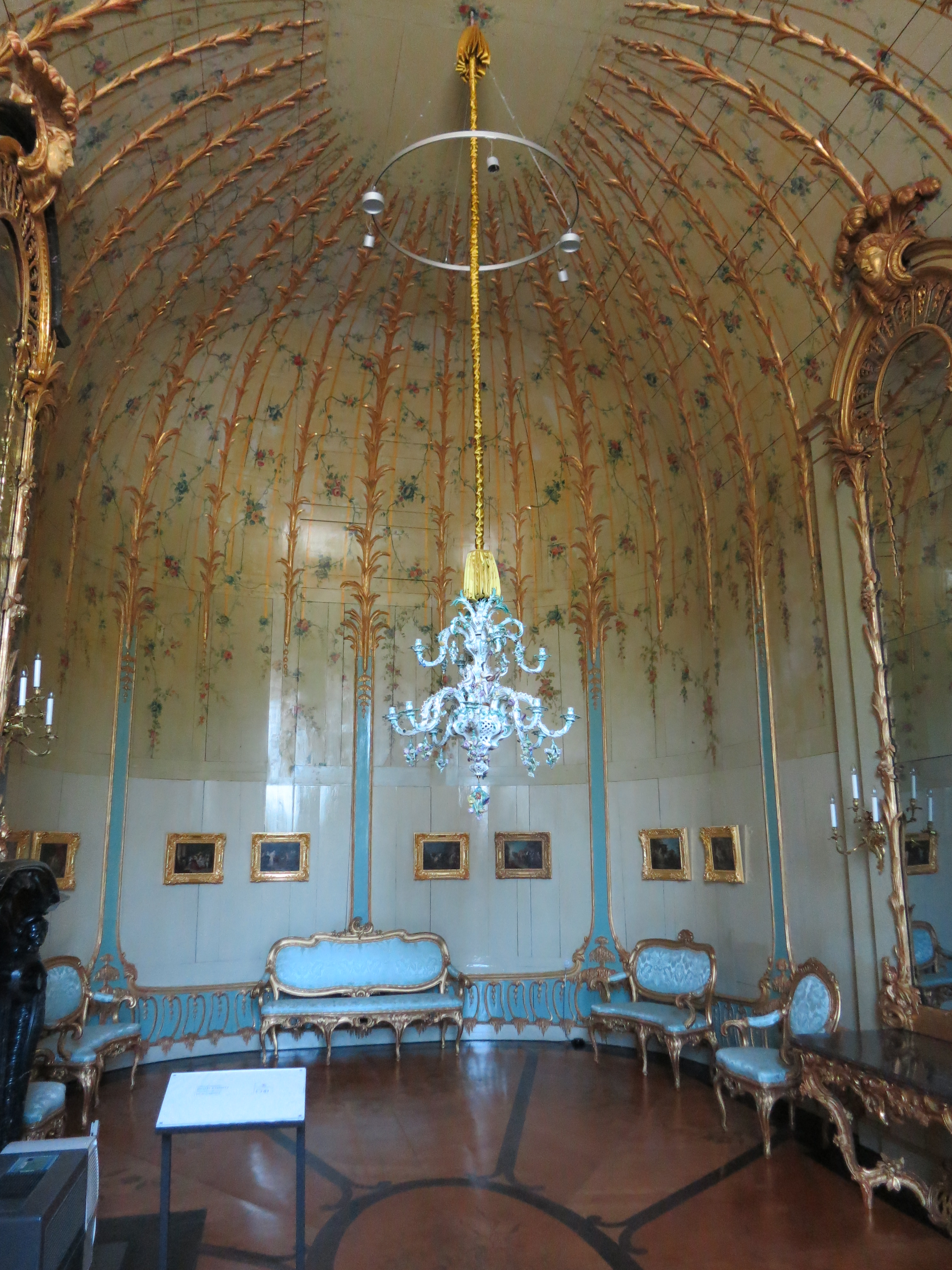
Kabinett im Neuen Palais, Potsdam (Späte Übergangsphase zum Zopfstil)
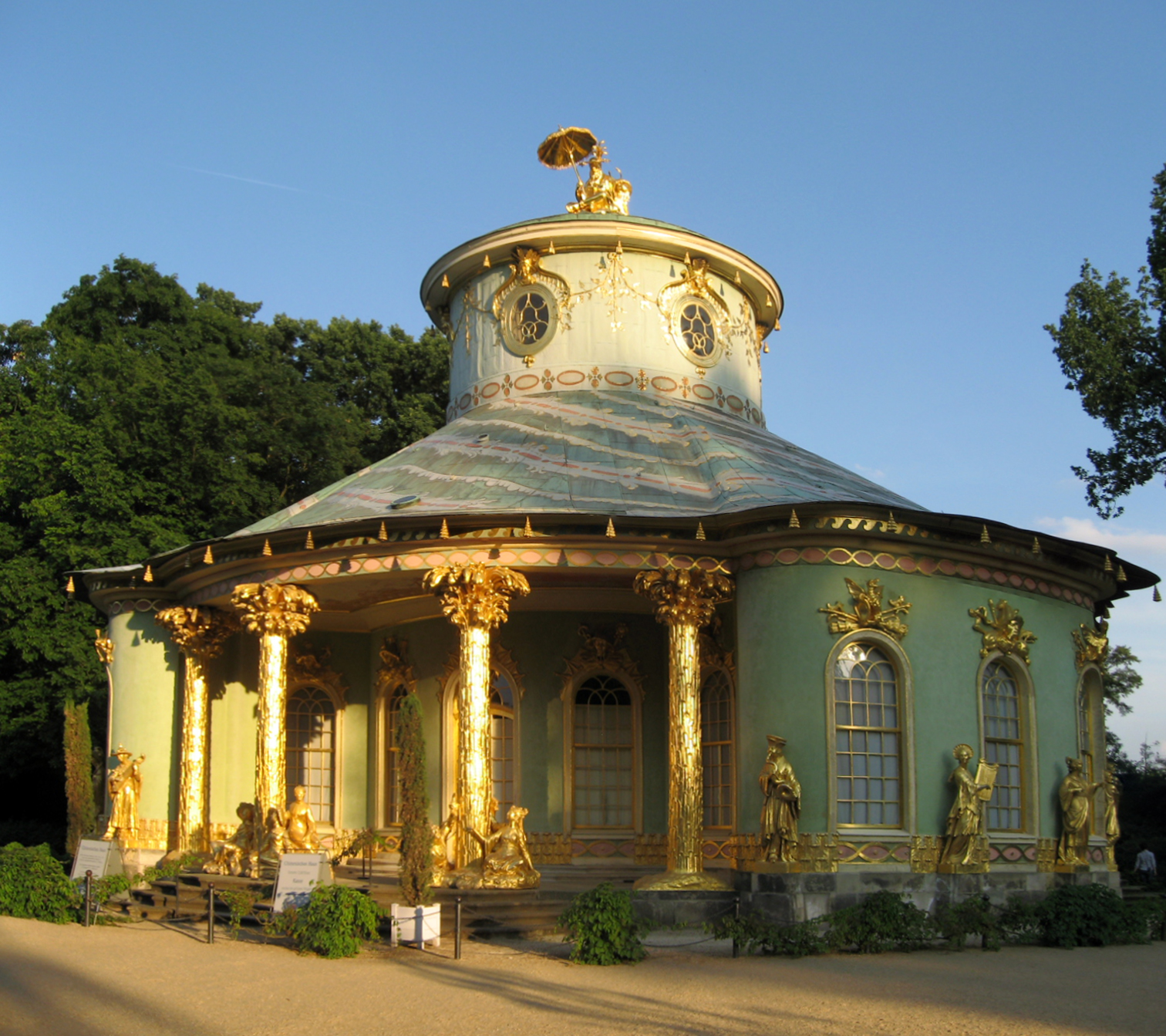
Chinesisches Teehaus im Park von Sanssouci

Sakrale Bauwerke
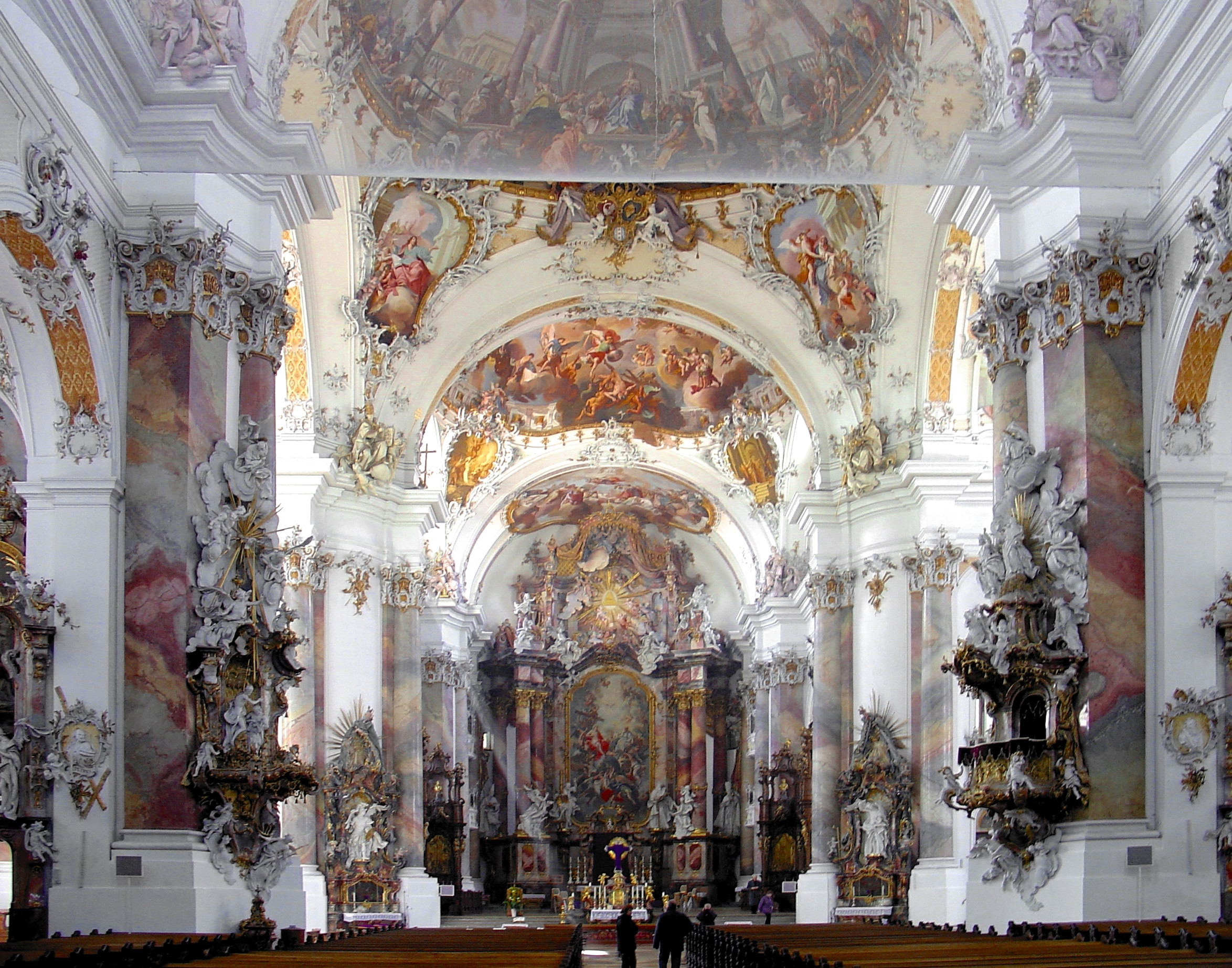
Basilika St. Alexander und Theodor in Ottobeuren
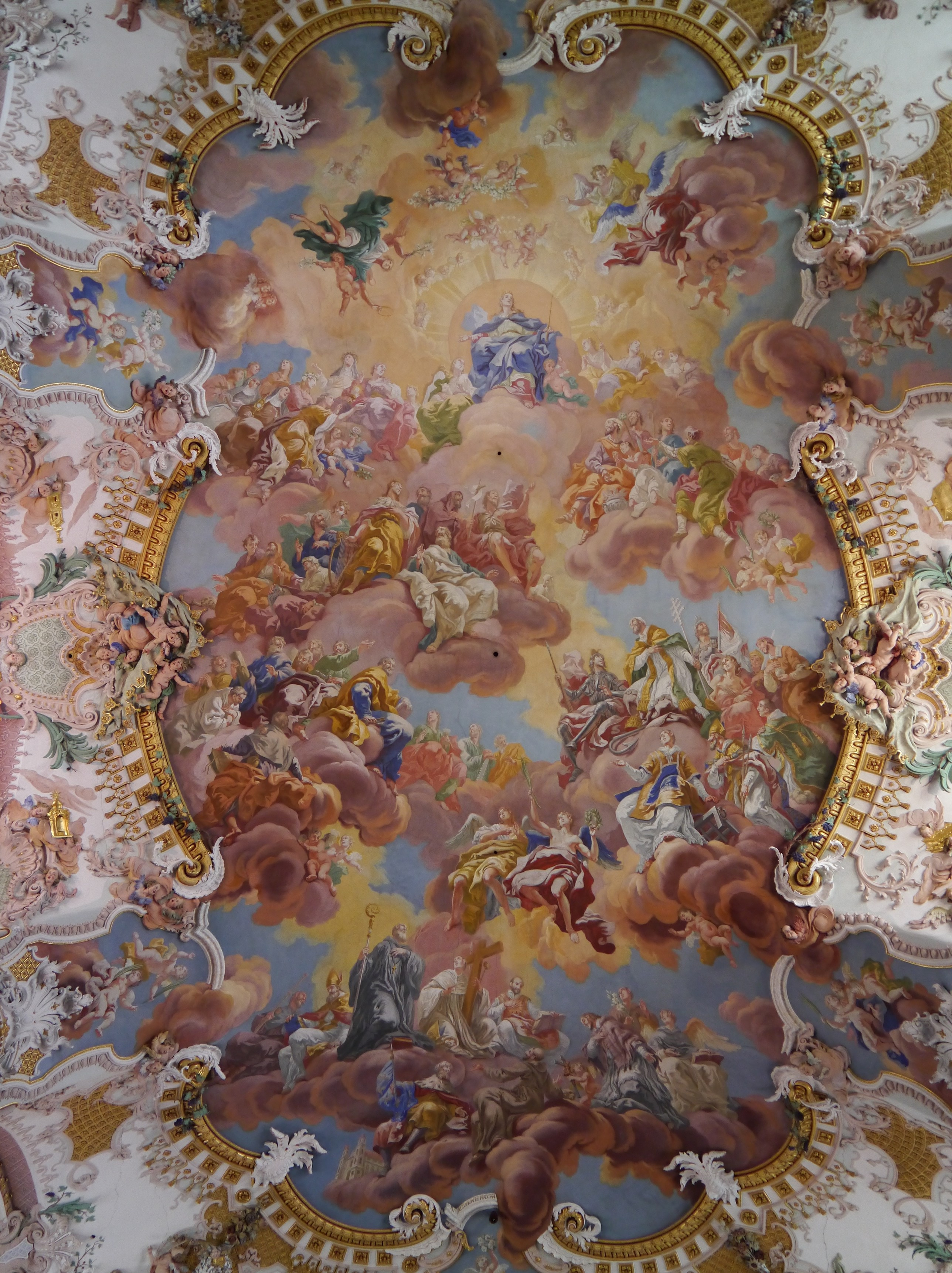
Deckenfresko der Stiftskirche Wilhering

Bedeutende Bauwerke des Rokoko im deutschen Sprachraum
| Profanbauten - Schloss Sanssouci, Potsdam - Residenz Würzburg - Schloss Seehof - Schloss Bruchsal - Schaezlerpalais, Augsburg - Schloss Rheinsberg, Brandenburg - Schloss Solitude, Stuttgart - Schloss Wilhelmsthal, Calden, Hessen - Schlösser Augustusburg und Falkenlust, Brühl, Nordrhein-Westfalen - Schloss Leopoldskron, Salzburg - Residenz Ansbach, Bayern - Rokokosaal des Alten Rathaus in Bamberg - Cuvilliés-Theater, München - Amalienburg im Park von Schloss Nymphenburg, München - Markgräfliches Opernhaus, Bayreuth - Ephraimpalais, Berlin - Kurfürstliches Palais, Trier - Bauwerke an der Oberschwäbischen Barockstraße | Sakralbauten - Stift Wilhering, Oberösterreich - Domkirche, Freising, Bayern - Asamkirche, München - Wieskirche, Steingaden, Bayern - Klosterkirche Rott, Rott am Inn, Bayern - Augustiner-Klosterkirche St. Michael, Münnerstadt - Heuwinklkapelle, Iffeldorf, Bayern - Wallfahrtskirche Birnau, Baden-Württemberg |

Bedeutende Baumeister des Rokoko
- Johann Michael Fischer
- Cosmas Damian Asam
- Egid Quirin Asam
- Germain Boffrand
- François de Cuvilliés der Ältere
- François de Cuvilliés der Jüngere
- Joseph Anton Feuchtmayer
- Georg Wenzeslaus von Knobelsdorff
- Johann Balthasar Neumann
- Dominikus Zimmermann
- Johann Conrad Schlaun
- Matthäus Daniel Pöppelmann

### Gartenkunst

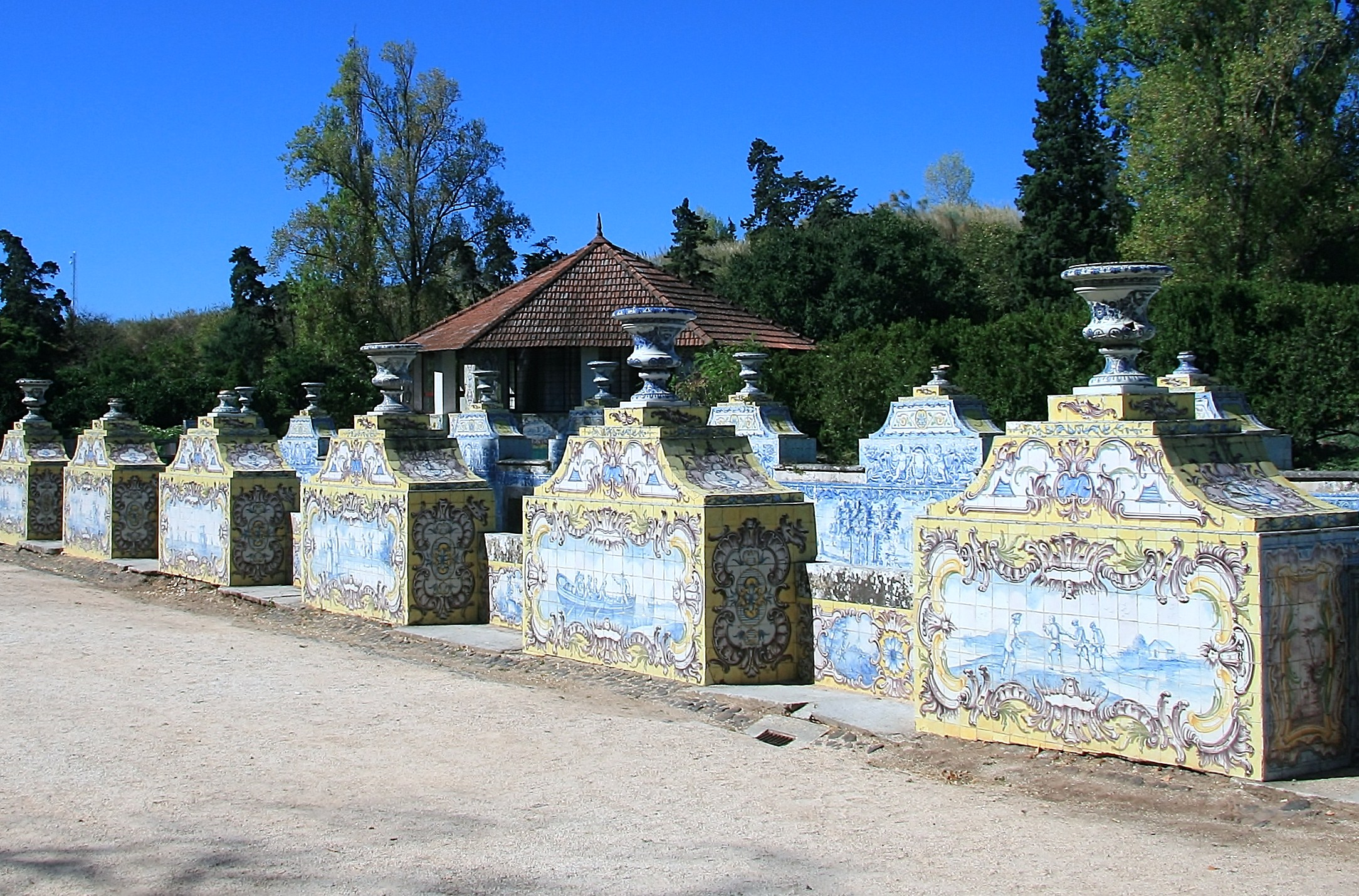
Rokoko-Azulejos im Park von Queluz

Die Gartenkunst der Zeit von etwa 1730 und 1760 wurde erst Anfang des 20. Jahrhunderts dem Rokoko zugeordnet. Sie bedient sich meist der Elemente des französischen Barockgartens, wandelt diese ab und verwendet sie anders. Es werden zunehmend naturnahe Elemente wie Rasenflächen, Blütensträucher und Obstgehölze aufgenommen. Auch können Elemente der Chinoiserie und des Klassizismus mit dem Rokokogarten verbunden sein. Teilweise kann von Mischformen zwischen Barock- und Landschaftsgarten gesprochen werden. In Frankreich hat Ingrid Dennerlein zwischen Barock und Rokoko noch die Gartenkunst der Régence definiert. Während es für Frankreich, Deutschland und Skandinavien als geklärt gelten kann, was unter Rokokogärten zu verstehen ist, bereitet die Verwendung des Begriffes für die Gärten dieser Zeit in England, Italien und Spanien zuweilen Schwierigkeiten.
Bedeutende, bis heute als solches erkennbare Rokokogärten
- Veitshöchheim
- Schloss Seehof
- Park Sanssouci
- Rheinsberg
- Eremitage (Bayreuth)
- Sanspareil
- Lunéville
- Schwetzingen

### Bildhauerei

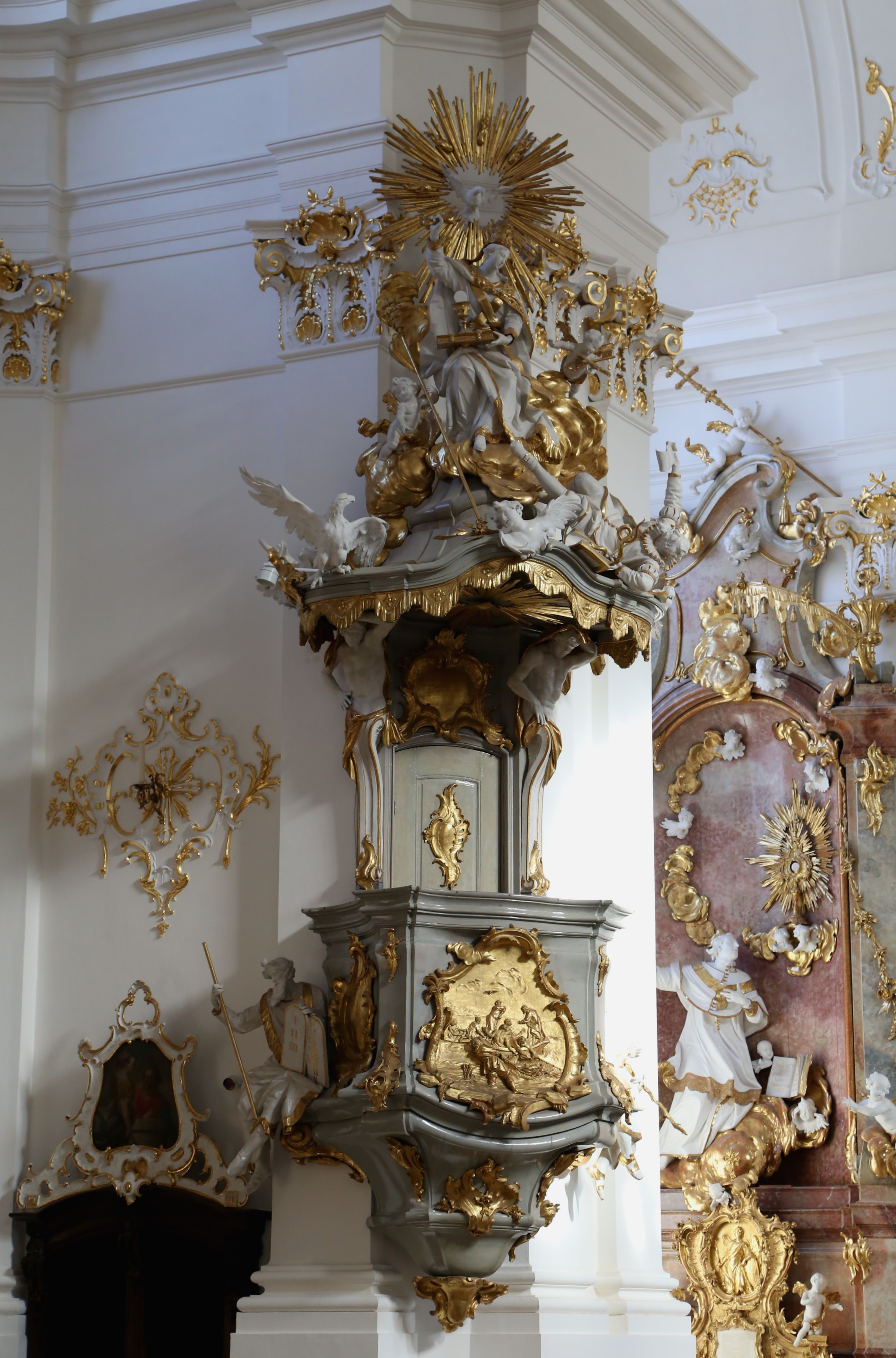
Kanzel mit Figurenschmuck von Johann Baptist Straub im Kloster Schäftlarn

Die französische Plastik trägt auch im Rokoko eine Tendenz zu klassischen Zügen (René Fremins, Jean-Baptiste Lemoynes II, Edmé Bouchardon). In Italien bleibt das auf Bernini zurückgehende bewegte barocke Figurenideal vorherrschend (anders aber Giovanni Maria Morlaiter). Süddeutschland ist italienisch beeinflusst und bildet ein Zentrum der Rokokoplastik. Bei der Ausgestaltung von Palästen, Schlössern und Kirchen sind eine Reihe herausragender Bildhauer beteiligt. Holz, das bevorzugte Material, wird durch farbige oder Weiß- und Gold-Fassungen aufgewertet. Daneben wird für die architekturorientierte Plastik auch Stuck verwendet. In der Würzburger Residenz prägen der Kunstschreiner Ferdinand Hundt, der Stuckateur Antonio Giuseppe Bossi und der Zeichner und Bildhauer Johann Wolfgang van der Auwera den Gusto des „Würzburger Rokoko“. In Bayern zählen neben François de Cuvilliés der Ältere auch Johann Baptist Straub und sein Schüler Ignaz Günther zu den bedeutendsten Meistern. In Berlin bringen die Brüder Johann Michael Hoppenhaupt, Johann Christian Hoppenhaupt und Johann August Nahl die Blüte des friderizianischen Rokoko hervor. In Wien vertritt Georg Raphael Donner eine eigene klassizistische Stilrichtung.
Die Porzellanplastik (mit den Zentren Meißen, Nymphenburg und Sèvres) bevorzugt idyllische und bukolische Themen.
Bedeutende Bildhauer des Rokoko
- Ignaz Günther
- Joseph Götsch
- Ferdinand Hundt
- Antonio Giuseppe Bossi
- Johann Wolfgang van der Auwera
- Joseph Deutschmann
- Mathias Obermayr
- Joseph Anton Feuchtmayer
- Johann Baptist Straub
- Johann Baptist Modler
- Matthias Faller
- Johann Friedrich Funk
- Johann Michael Hoppenhaupt
- Johann Christian Hoppenhaupt
- Johann August Nahl

### Malerei

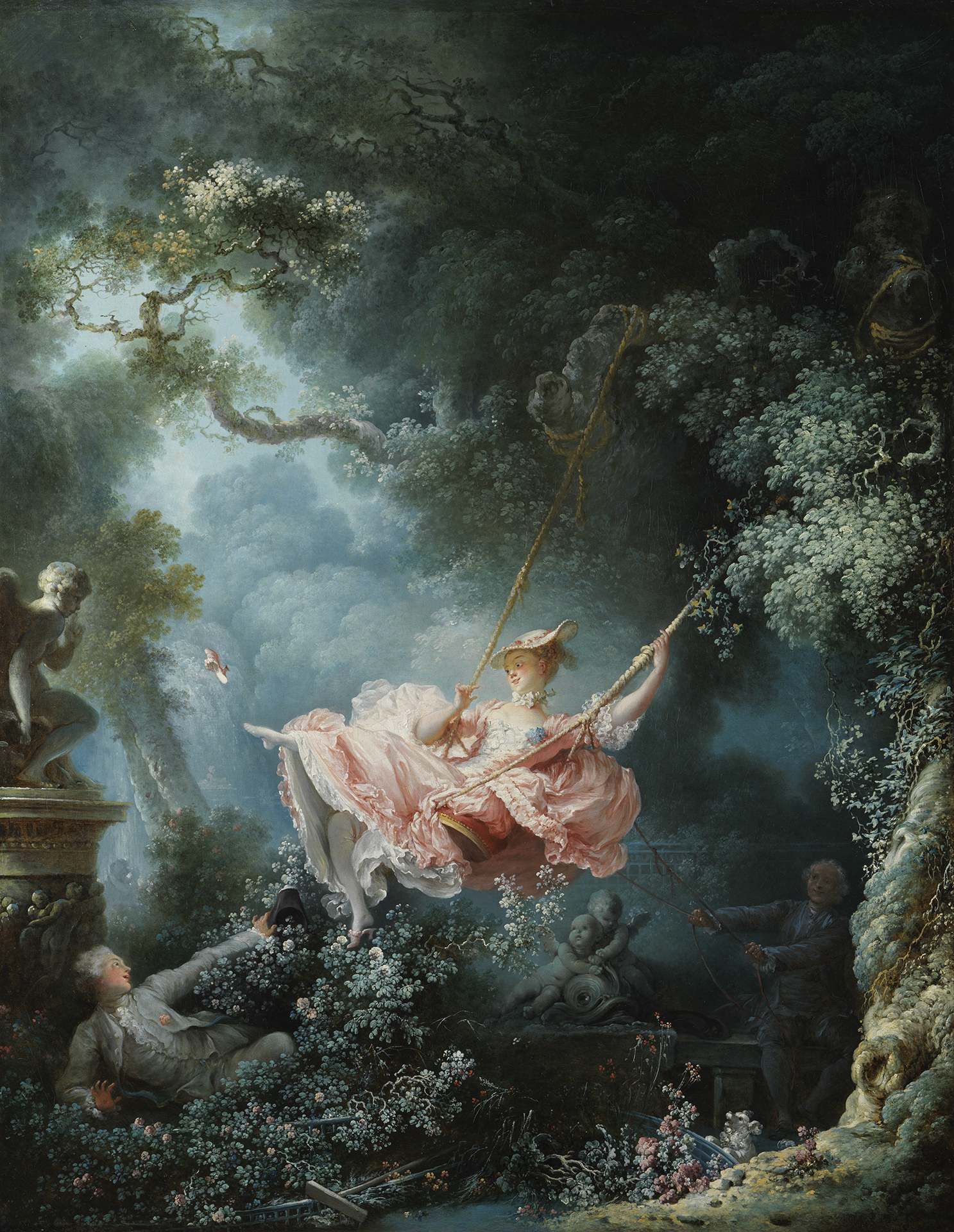
Jean-Honoré Fragonard: Die Schaukel, 1767, Wallace Collection, London

Die Darstellung des neuen Lebensgefühls entfernt sich in Frankreich von der bisherigen Staatsidee der Malerei unter Ludwig XIV. und mündet in einem heiteren Spiel der Farben und in geschwungenen Linien. Die Malerei entdeckte die zarten Töne der Pastellmalerei (z. B. Rosalba Carriera, Maurice Quentin de La Tour), und auch in der Ölmalerei kommt es zu einer deutlichen Aufhellung der Farbskala, zur Hinwendung zu hellen Pastellfarben mit dem Brechen aller Töne ins Silbrige (je nach Künstler). Weiß zeigt sich als materialisiertes Licht mit dekorativen, heiter-festlichen Effekten. Das spielerische Element findet sich in kleinformatigen Bildern, in der Porzellanmalerei und besonders auch in den Chinoiserien.
In der Ikonographie lässt sich eine Tendenz zur Verweltlichung, eine sinnliche Ästhetik und eine erotische und laszive Darstellung der galanten Welt beobachten. In den Bildprogrammen verlieren Helios-Apoll oder Herkules ihren Vorrang an Venus und Pan und an die „niederen Götter“. Der Wunsch nach einem Leben in Arkadien äußert sich in Liebesszenen, stimmungsvollen Idyllen, bukolischen Landschaften und Festlichkeiten im Freien. Die Tradition der pastoralen Malerei lebt wieder auf. Im Vordergrund steht das Dekorative und die Komposition des Bildes, eine idyllische Hintergrundlandschaft, Details wie Stoffe, Vasen etc., und weniger psychologische Elemente. In der französischen Malerei findet sich die Darstellung eines „galanten“ Lebens in dem schon in der Régence durch Antoine Watteau entstandenen neuen Bildtypus der fête galante, der im beginnenden Louis-quinze von Jean-Baptiste Pater und Nicolas Lancret fortgesetzt wurde. Diese Art der Malerei stieß als poetische Idealverkörperung französischer Eleganz gerade auch bei deutschen Fürsten auf besonderes Interesse, vor allem an den Höfen in Dresden, Berlin und Potsdam, wo der Grundstock für die noch heute bestehenden Sammlungen in den entsprechenden Kunstmuseen und Schlössern gelegt wurde.
Zu den großen Hauptmeistern des französischen Rokoko mit der Darstellung von Schäferspielen und erotisch gefärbten mythologischen Szenen gehören Jean-Honoré Fragonard und François Boucher, der ein Meister des Dekoration war und 40 Jahre des französischen Rokoko in der Epoche Ludwigs XV. prägte.
Der aus Martinique stammende Schriftsteller Louis Maynard de Queilhe konstatierte 1833, dass die französischen Maler des Rokoko – bedingt durch ihre feudalen und klerikalen Auftraggeber – weit hinter den sozialen Bewegungen und den Philosophen und Literaten zurückgeblieben sei. Die Kühnheit und Kraft früherer Zeiten habe sie verloren, der Ausbruch der Revolution habe sie „im Négligé überrascht“. „Ermattet von Wein und Weibern“ habe sie sich bis zur Revolution „dahingeschleppt zwischen ihren Rosen, Moschusdüften und Schäferspielen“. Erst die Wiederentdeckung des griechisch-römischen Altertums durch Jacques-Louis David habe zu einer unbarmherzigen, je terroristischen Reaktion gegen den „süßesten Rausch dieser Orgie“ geführt.
Die italienische Malerei konnte zu dieser Zeit bereits auf eine lange Tradition von Deckenfresken, mythologischen Szenen und religiöser Malerei zurückschauen, die im Spätbarock und Rokoko stilistisch auf den weichen, lieblichen Stil von Correggio oder auf die Freskenkunst und die erotischen Szenen von Luca Giordano oder Sebastiano Ricci zurückblicken konnte, oder auf den flackernden Stil von Pellegrini die alle – wenngleich zeitlich zum Teil wesentlich früher – als wichtige Vorläufer und Inspiration der Rokokomalerei gelten können und zwar weit über Italien hinaus. Bedeutende italienische Maler der Epoche waren Jacopo Amigoni, der auch viele erotische Szenen im Zeitgeschmack schuf, sowie Corrado Giaquinto, Gianantonio Guardi, und die Neapolitaner Francesco De Mura und Sebastiano Conca. Der Venezianer Giambattista Piazzetta pflegte auch noch im Rokoko meistens einen Tenebroso-Stil, im Gegensatz zu seinem etwas jüngeren Kollegen Giovanni Battista Tiepolo, der als „letzter Großmeister der venezianischen Malerei“ gilt, und neben zahlreichen Werken für venezianische Kirchen und Paläste auch in Deutschland eines seiner meisterhaften Deckenfresken in einer lichterfüllten Farbigkeit schuf, im Treppenhaus der Würzburger Residenz. In Venedig entstanden außerdem die berühmten Veduten und Capricci von Canaletto, Bernardo Bellotto und Francesco Guardi, die auch einen reißenden Absatz bei den aristokratischen Touristen aus dem übrigen Europa fanden, und so auch an den Wänden englischer oder deutscher Schlösser landeten. Daneben waren Karnevalsdarstellungen, Porträts und Genre-Szenen beliebte Themen, mit Meistern wie Pietro Longhi oder Giovanni Domenico Tiepolo, oder der bereits erwähnten, in ganz Europa berühmten Pastellmalerin Rosalba Carriera. Mythologische oder pastorale Landschaftsbilder malte Francesco Zuccarelli.
In England zählen William Hogarth, Joshua Reynolds, Thomas Gainsborough zu den hervorragenden Malern des Rokoko.
Im sakralen Bereich neigen die Maler zu Gefühl, Andacht und Heiligenlegenden. Ganz im Gegensatz dazu steht aber die Verherrlichung in der Deckenmalerei, die sich auch der Stilmittel der Illusionsmalerei bedient. Besonders in süddeutschen und österreichischen Residenzen und Kirchen entsteht eine bisher nicht bekannte Integration von Freskenmalerei und Architektur und Ornamenten. Hier entstehen die großartigen Meisterwerke europäischer Freskenmalerei, mit den Vertretern Giovanni Battista Tiepolo, Johann Georg Bergmüller, Johann Baptist Zimmermann, Mathäus Günther, Daniel Gran, Franz Anton Maulbertsch, Paul Troger.

Gemälde (Beispiele)
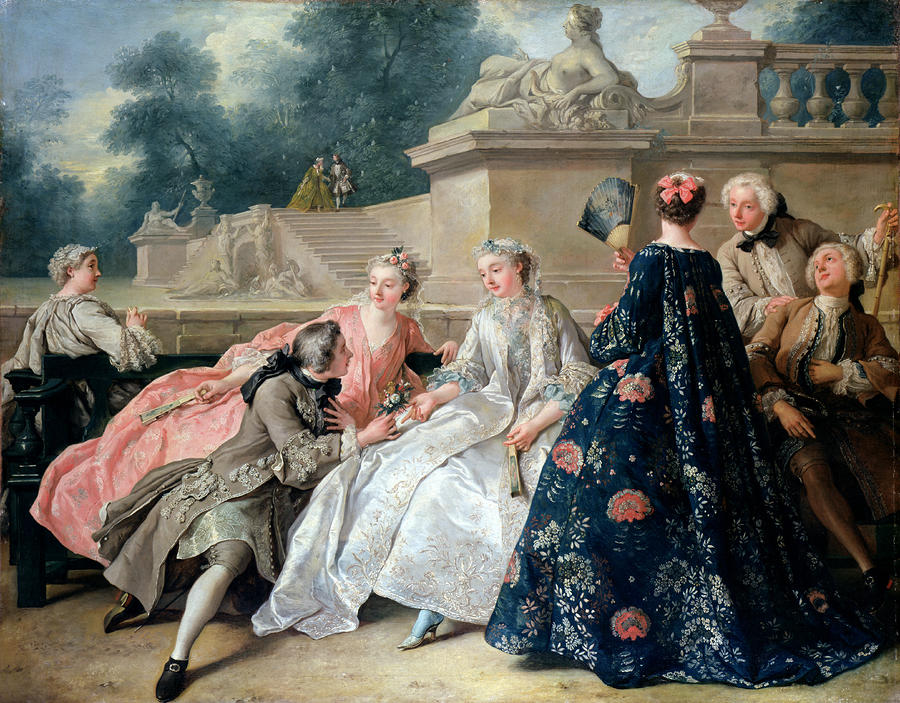
Jean François de Troy: Die Liebeserklârung, 1731, Schloss Charlottenburg, Berlin
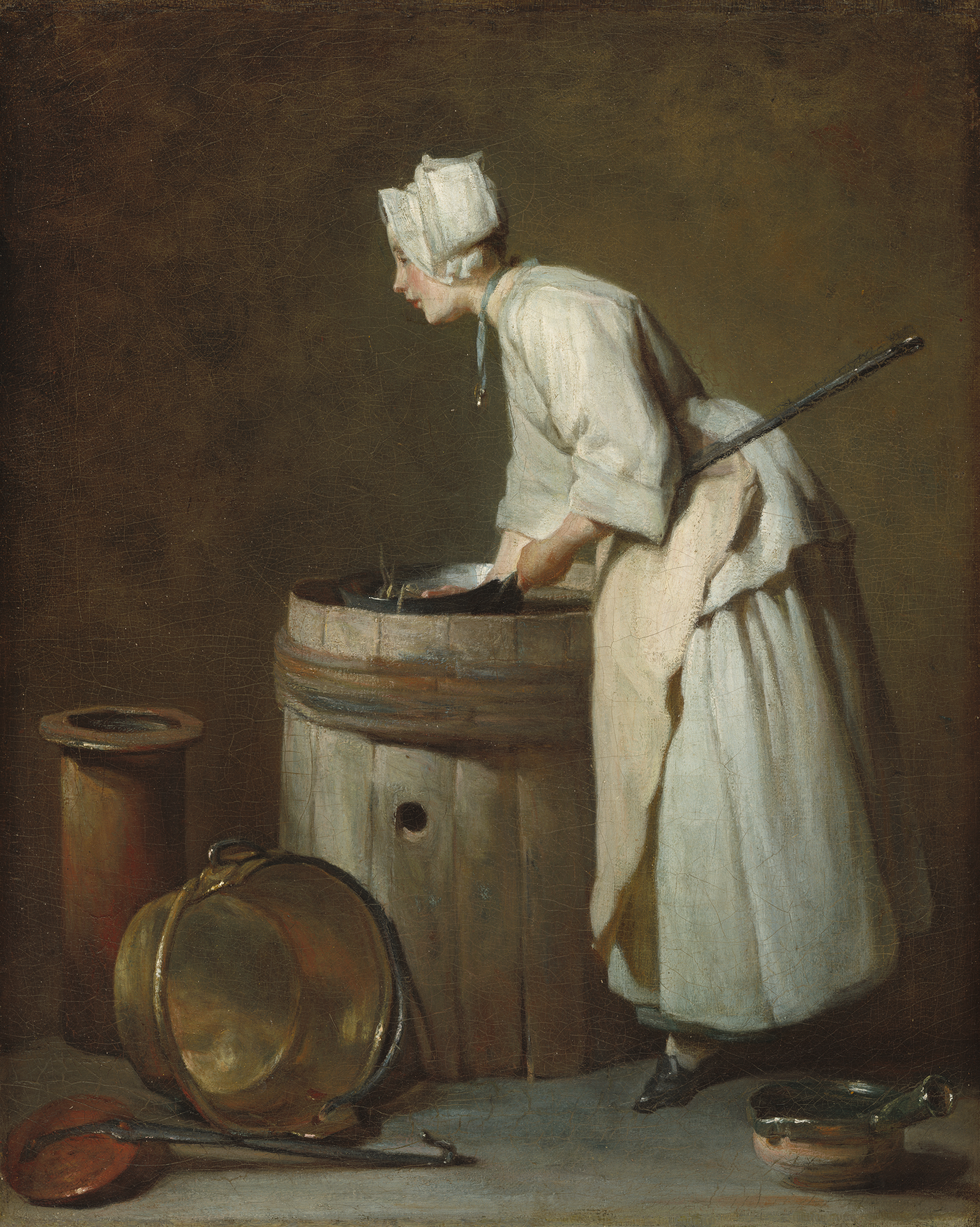
Jean Siméon Chardin: Magd beim Spülen, ca. 1738, National Gallery of Art, Washington
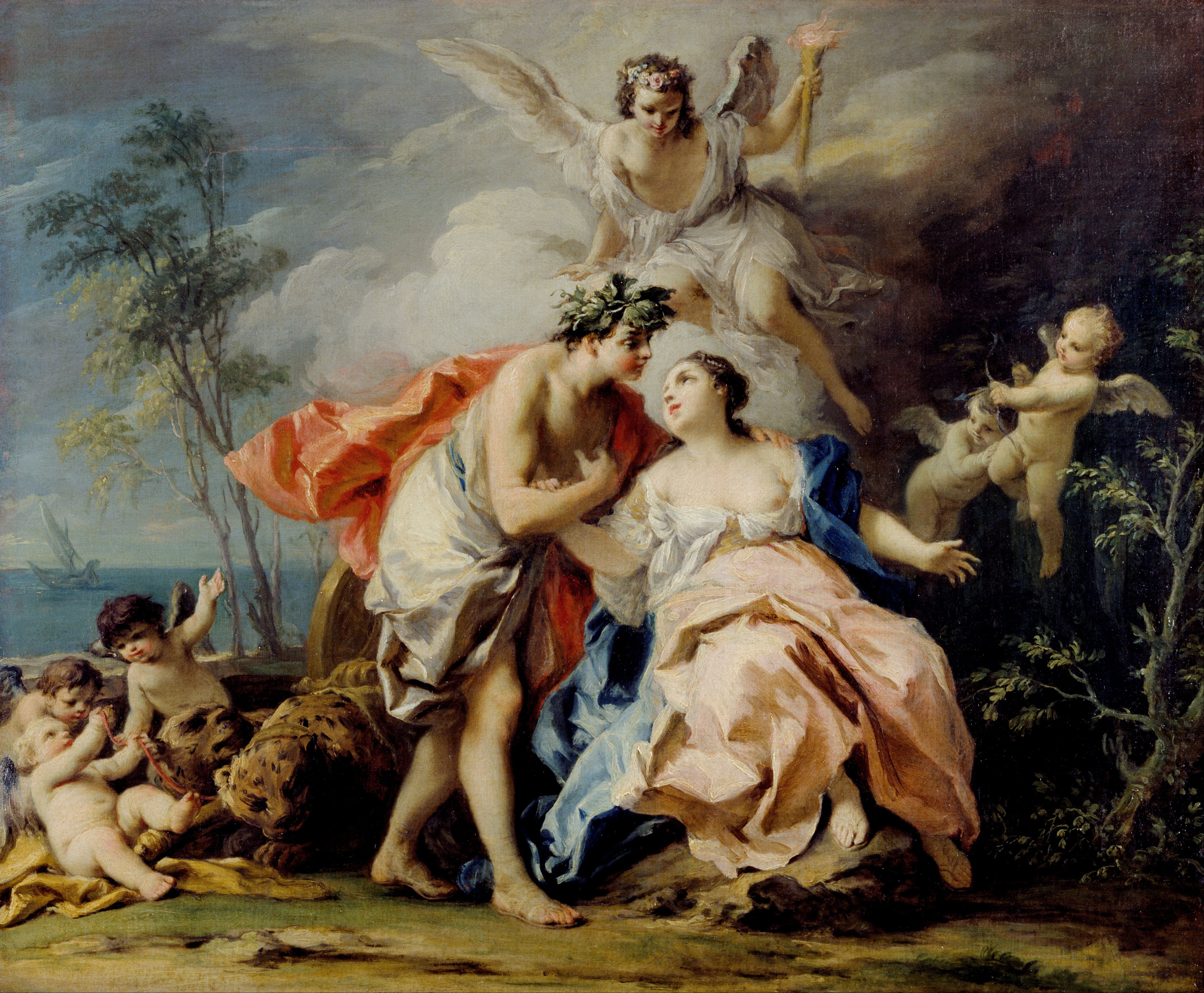
Jacopo Amigoni: Bacchus and Ariadne, um 1740, Art Gallery of New South Wales, Sydney
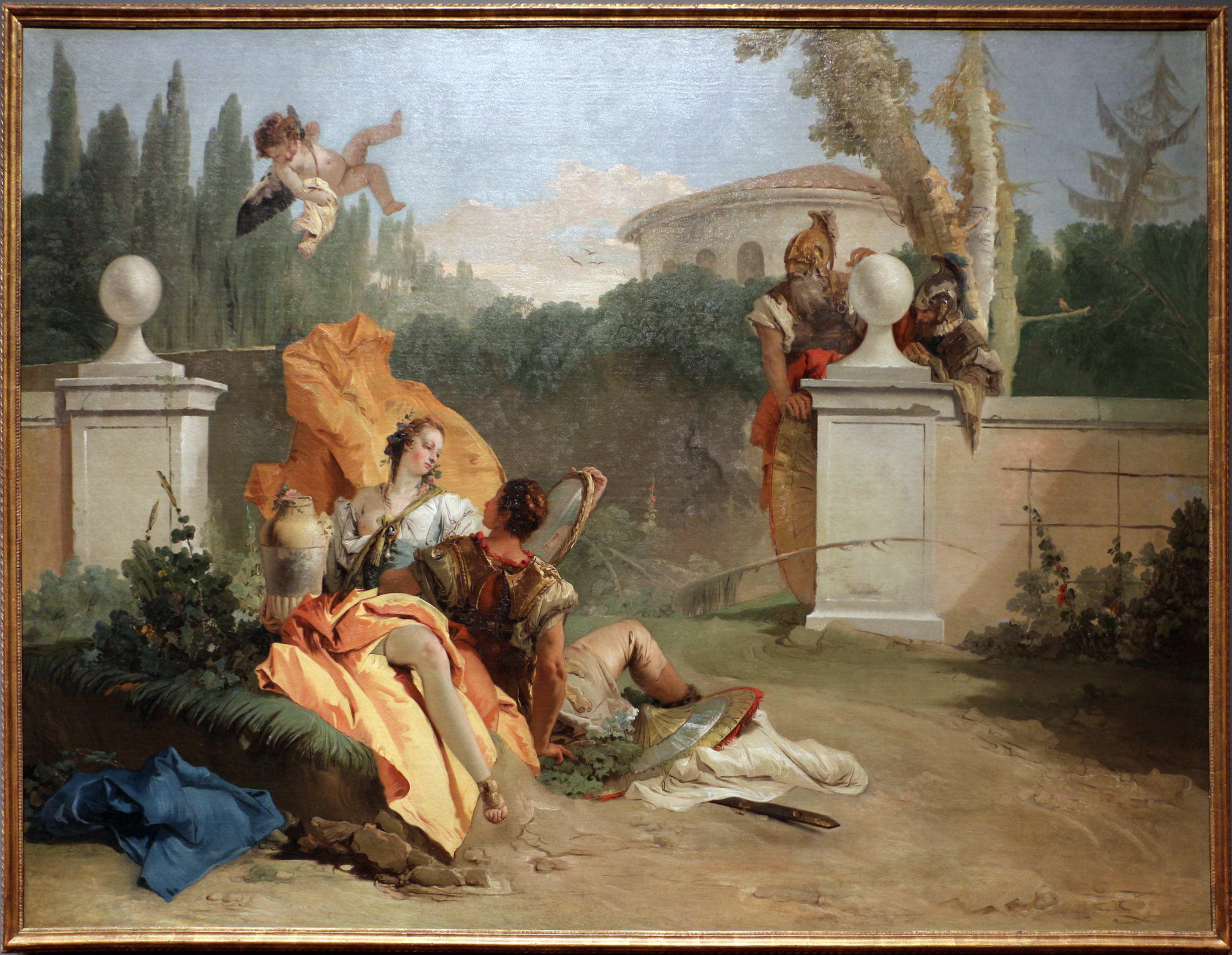
Giovanni Battista Tiepolo: Rinaldo und Armida im Garten, 1742–1745, Art Institute of Chicago
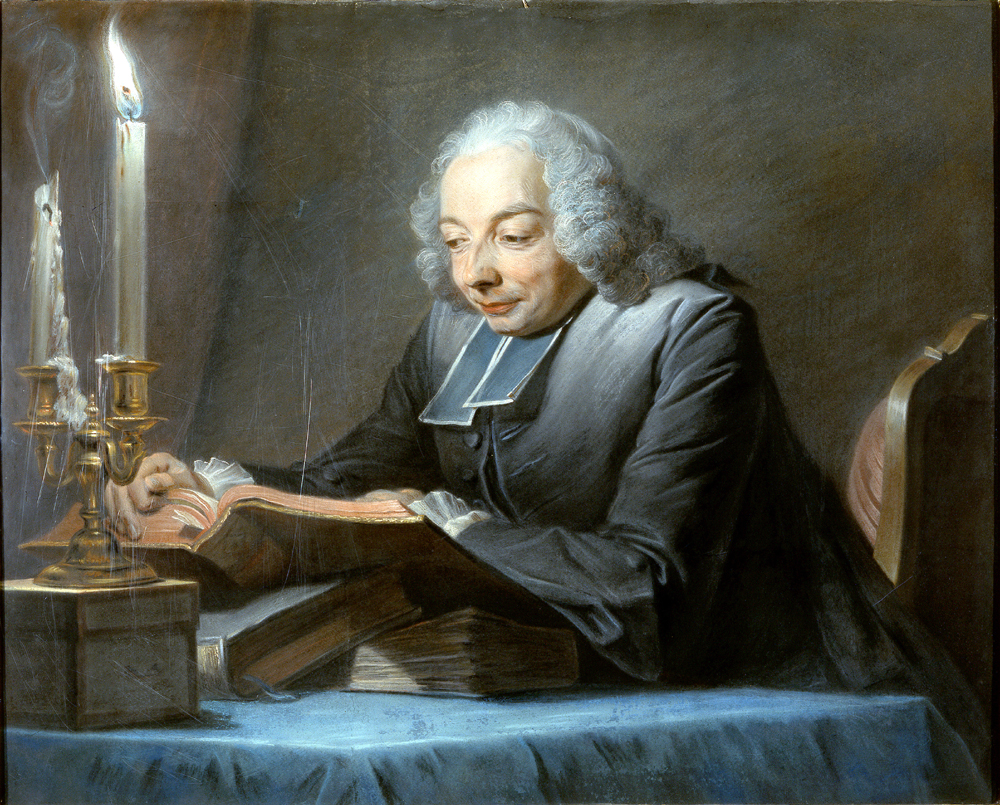
Maurice Quentin de La Tour: Abbé Jean-Jacques Huber, lesend, Pastell auf Papier, 1742, Musée Antoine Lécuyer, Saint-Quentin
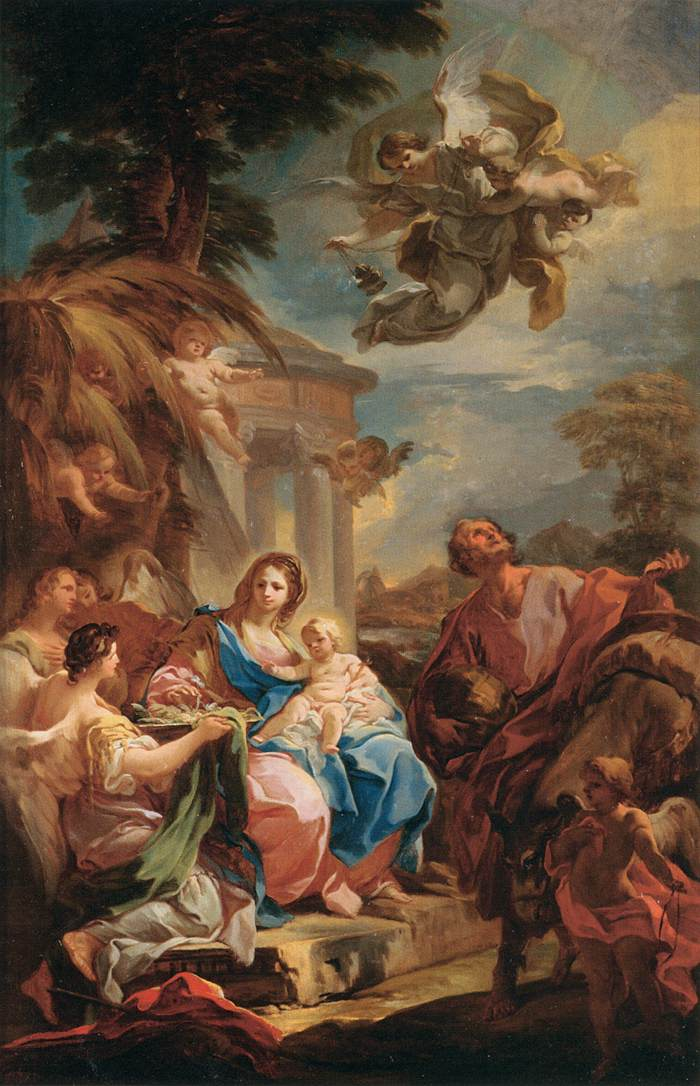
Corrado Giaquinto: Rast auf der Flucht nach Ägypten, ca. 1740–1742, Louvre, Paris

Bedeutende Maler des Rokoko
- Jacopo Amigoni
- Bernardo Bellotto, gen. „Canaletto“
- Johann Bergl
- Johann Georg Bergmüller
- François Boucher
- Giovanni Antonio Canal, gen. „Canaletto“
- Rosalba Carriera
- Philippe de Champaigne
- Jean Siméon Chardin
- Sebastiano Conca
- Antoine Coypel
- Francesco De Mura
- François Desportes
- Jean-Honoré Fragonard
- Thomas Gainsborough
- Corrado Giaquinto
- Daniel Gran
- Francesco Guardi
- Gianantonio Guardi
- Matthäus Günther
- Johann Evangelist Holzer
- Jean Jouvenet
- Nicolas Lancret
- Nicolas de Largillière (Spätwerk)
- Peter Lely
- François Lemoyne
- Jean-Étienne Liotard
- Pietro Longhi
- Jean-Marc Nattier
- Franz Anton Maulbertsch
- Charles-Joseph Natoire
- Luis Paret y Alcázar
- Jean-Baptiste Pater
- Antoine Pesne
- Giambattista Piazzetta
- Giovanni Battista Pittoni
- Johann Anton de Peters
- Johann Georg Platzer
- Joshua Reynolds
- Hyacinthe Rigaud (Spätwerk)
- Christoph Thomas Scheffler
- Martin Johann Schmidt, gen. „Kremserschmidt“
- Anna Dorothea Therbusch
- Giovanni Battista Tiepolo
- Giovanni Domenico Tiepolo
- Familie Treu
- Paul Troger
- Jean François de Troy
- Januarius Zick
- Johannes Zick
- Johann Baptist Zimmermann
- Maurice Quentin de La Tour

## Angewandte Kunst

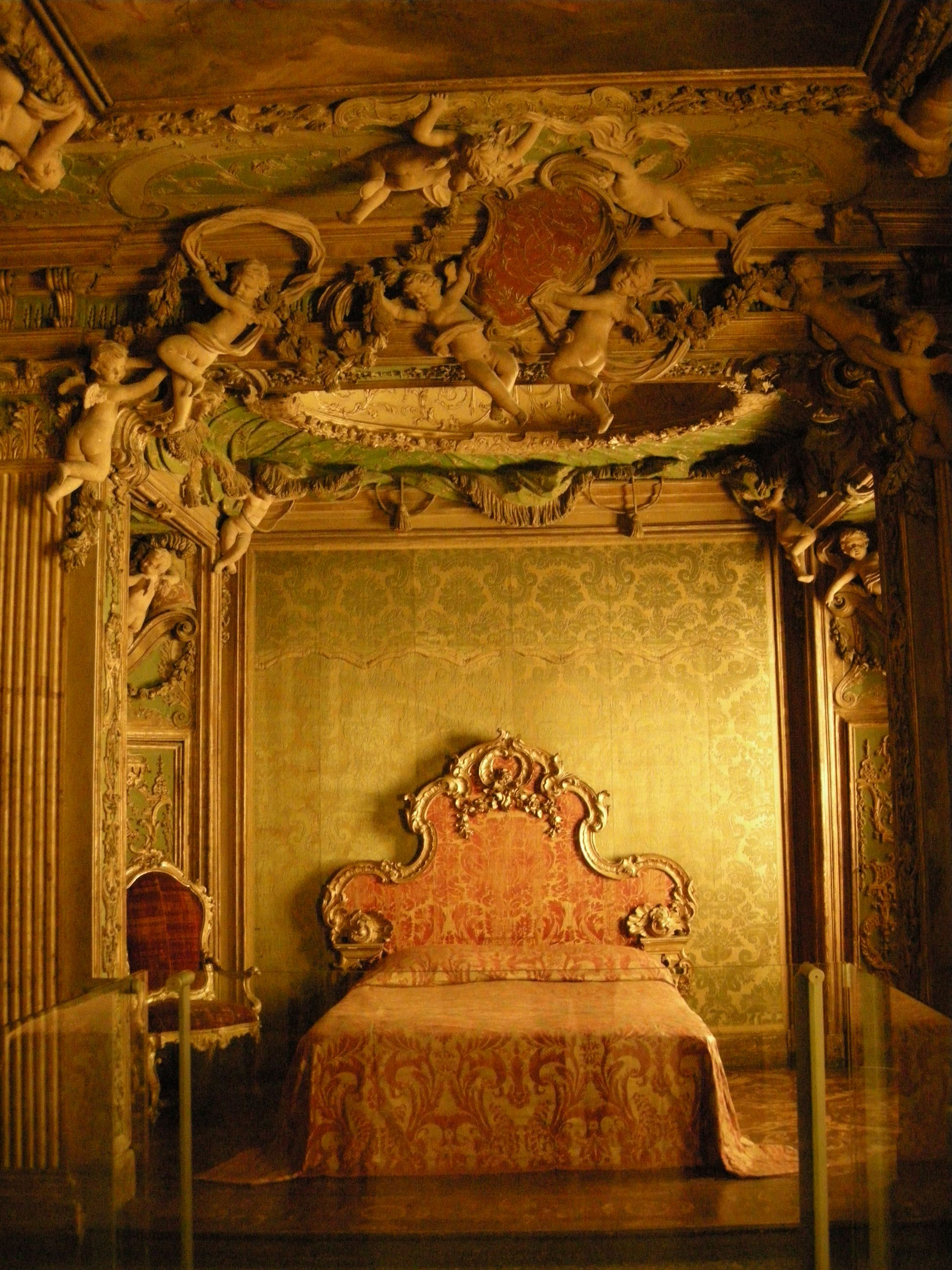
Schlafzimmer im Rokokostil aus dem Palazzo Sagredo in Venedig, heute: Metropolitan Museum, New York

### Mobiliar und Interieur
Während im Barock bei den Möbeln trotz ihrer mannigfachen Gliederung und dominanten Ornamentik vorwiegend kantig-strenge Grundformen vorherrschten, hob das Rokoko das statische Rahmenwerk und die lineare Strenge auf und führte fast jedes Element in geschweifte und gebogene Formen über, zeigte sich überaus „verspielt“, entsagte sich der Symmetrie und erschien als Epoche der ausgeschmückten, schwellenden und schmiegsamen Eleganz. Zentrales Motiv des Rokoko ist auch hier die Rocaille. Die Sitzmöbel, Kommoden und Tische hatten geschweifte Beine. Die Möbelfüße zeigen häufig Schnitzereien oder Metallapplikationen in Form von Pflanzen, Tierfüßen oder Muschelmotiven. Eine Weiterentwicklung stellt der Konsoltisch dar, der nur noch zwei Füße benötigt, da er an der Wand befestigt ist. Der Bequemlichkeit diente die sogenannte Bergère, ein Vorläufer des Sessels mit gepolsterten Armlehnen und einem losen Sitzpolster. Eine Neuentwicklung stellt die Chaiselongue (franz. Langer Stuhl) dar, die einen Sessel mit seiner Fußbank zu einem langen Möbelstück verbindet. In der Möbelkunst ging von Frankreich ein besonders dominierender Einfluss aus, dem Rokoko entspricht dabei der Style Louis-quinze.

Möbelkunst
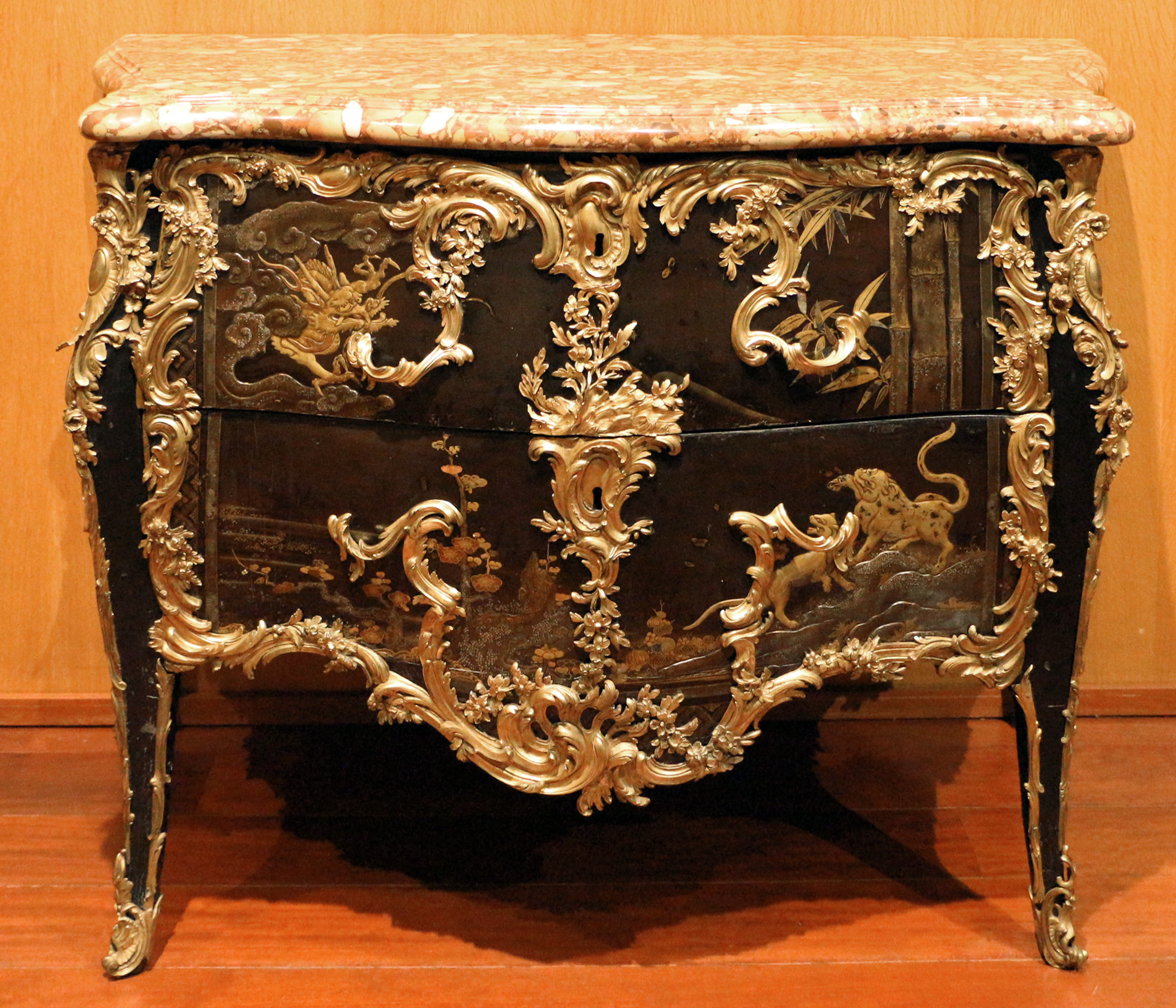
Kommode mit Japanischem Lackdekor von Jean de Forges, ca. 1750, Museu Calouste Gulbenkian, Lissabon
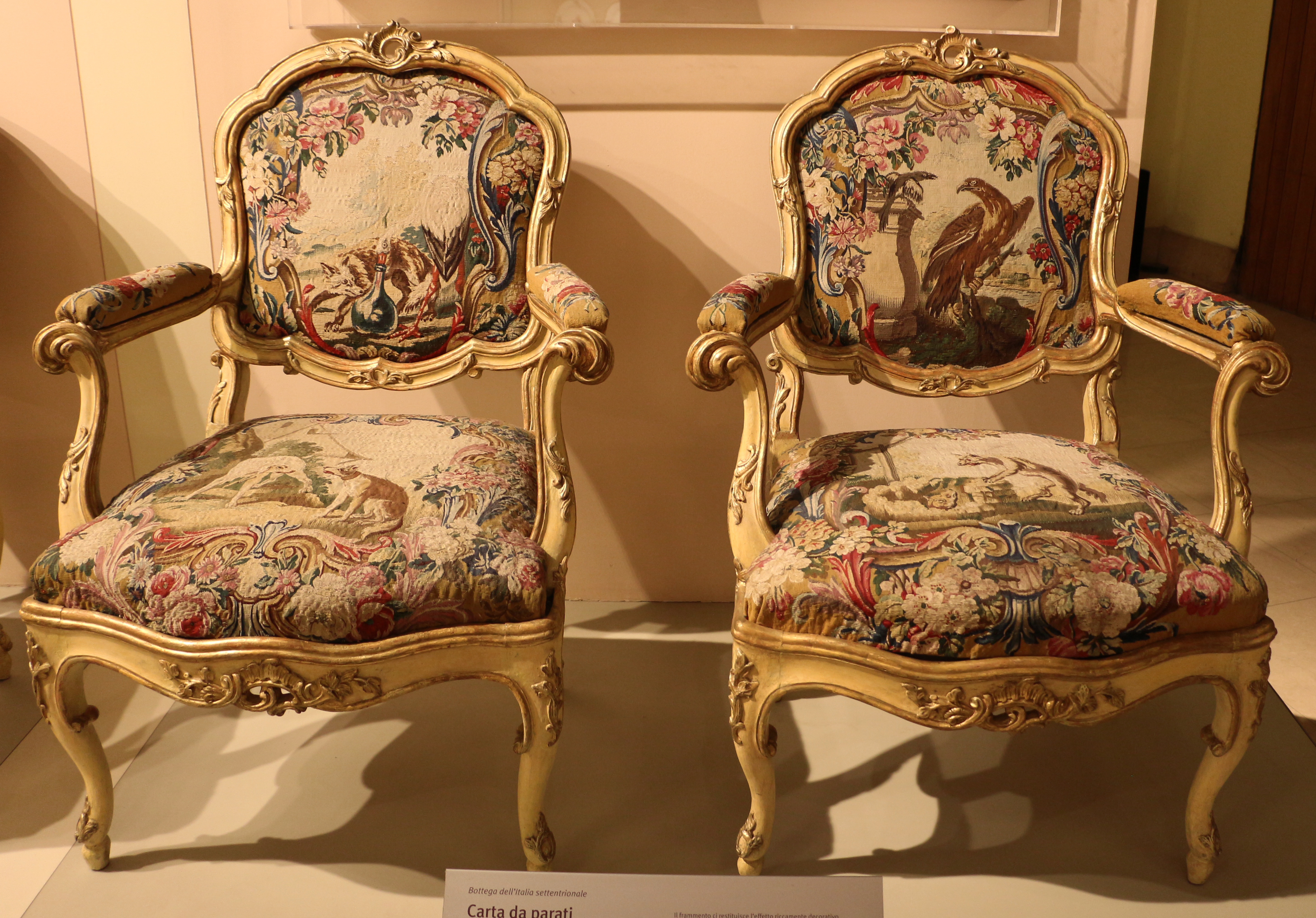
Armstühle (fauteuil) mit Tapisserie-Bezug, Lombardei um 1750, Ballsaal des Palazzo Sormani, Mailand
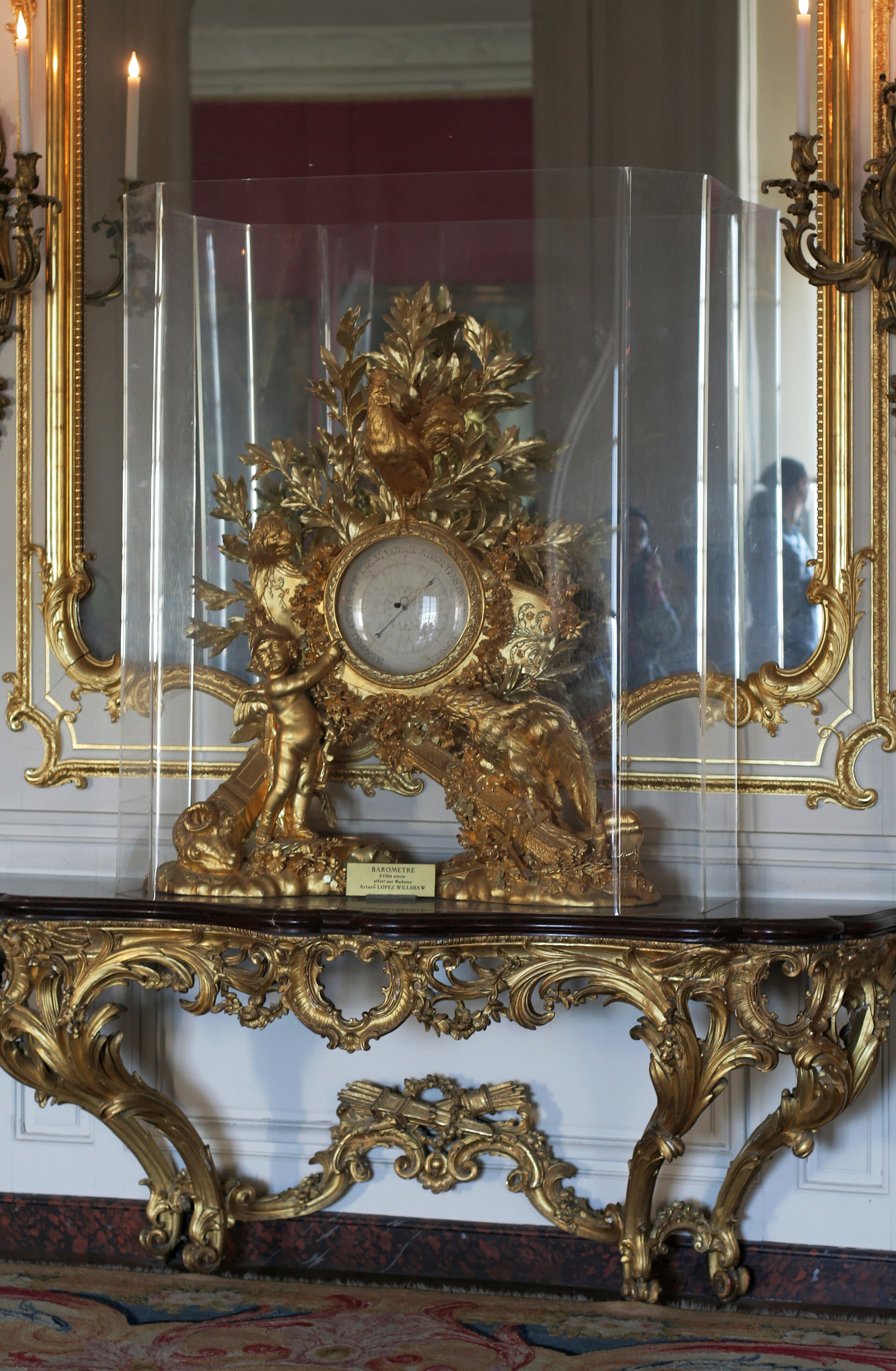
Rokoko-Konsole mit Barometer (fertiggestellt 1774) von Jean-Joseph Lemaire im Grand Cabinet der Dauphine, Schloss Versailles
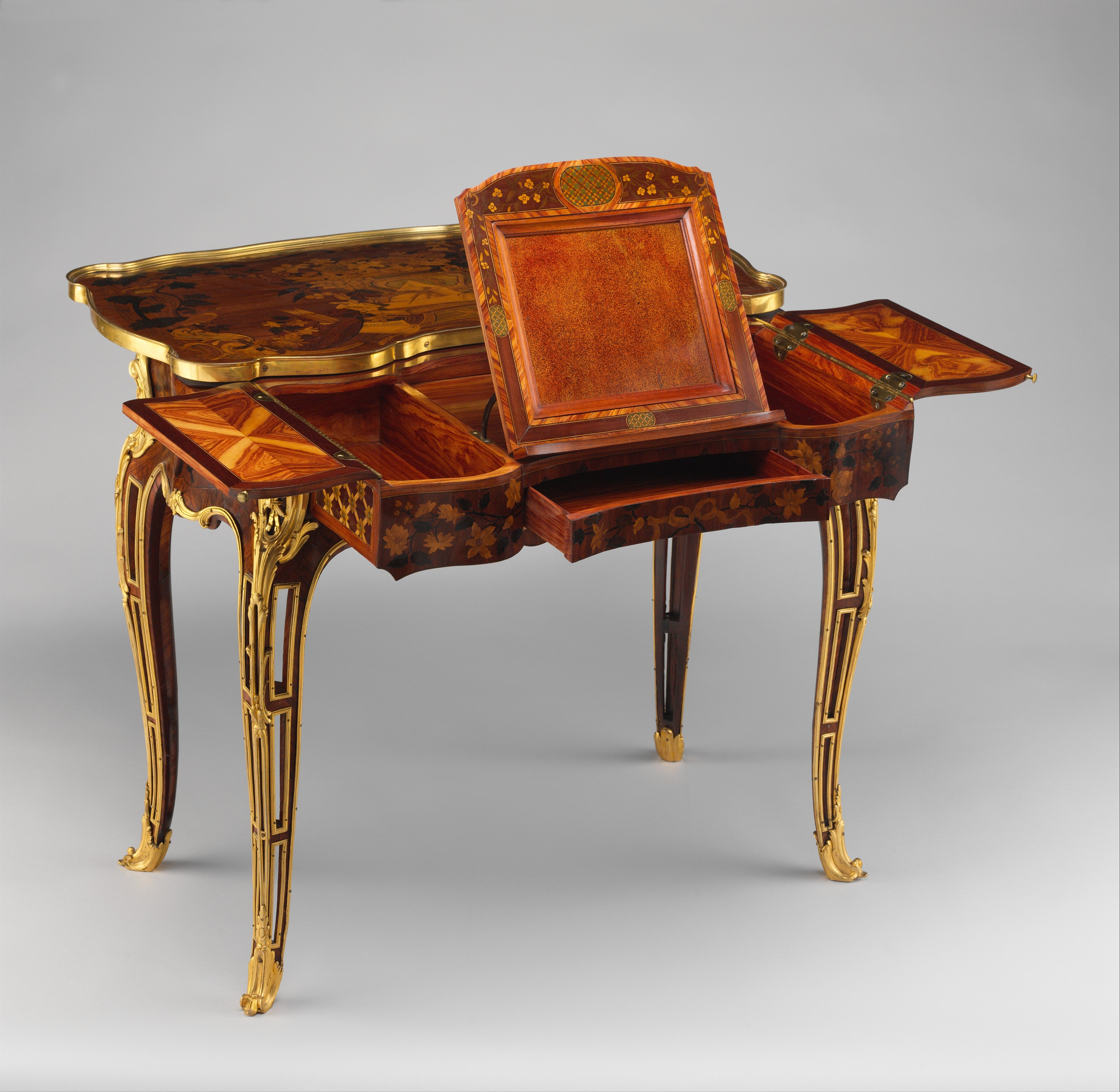
Mechanischer Tisch mit Marketerie aus diversen Hölzern von Jean-François Oeben, ca. 1761–1763, Metropolitan Museum, New York
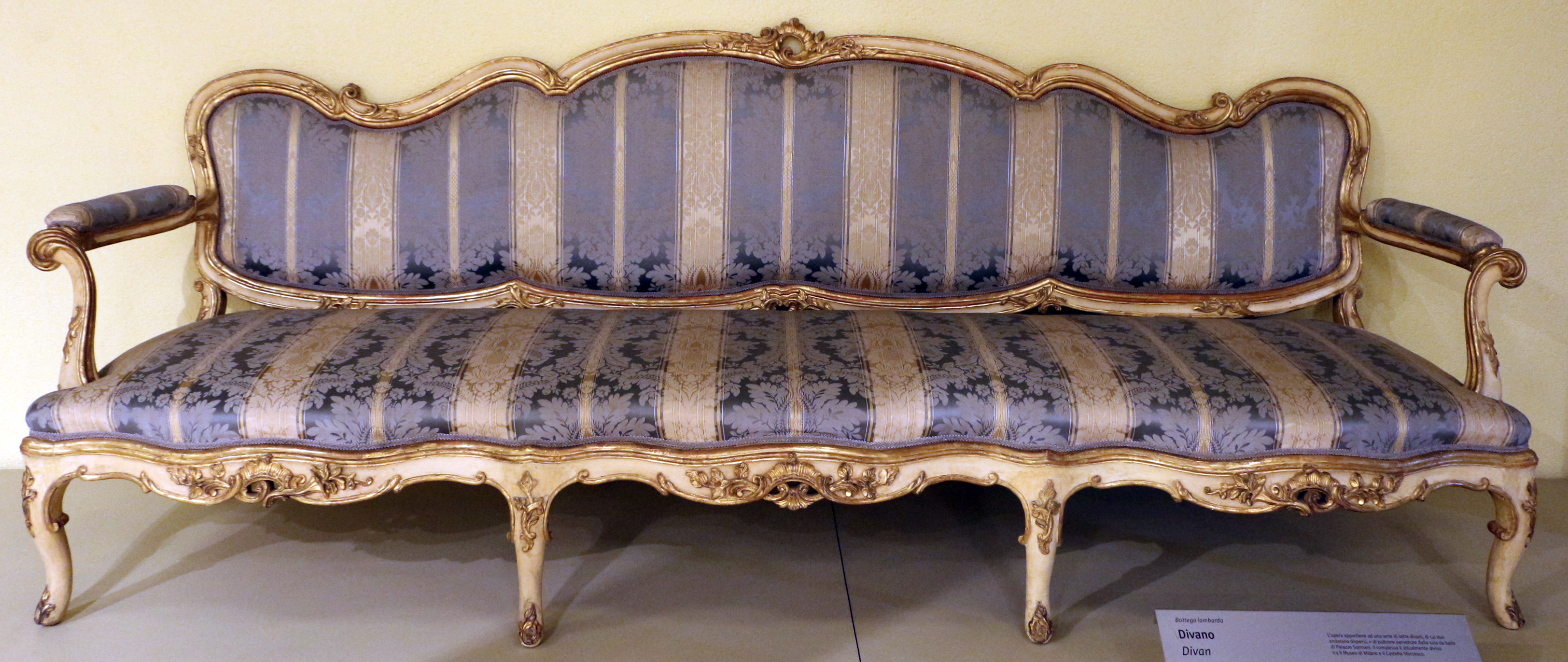
Divan, um 1750 ca., aus dem Ballsaal des Palazzo Sormani, Mailand
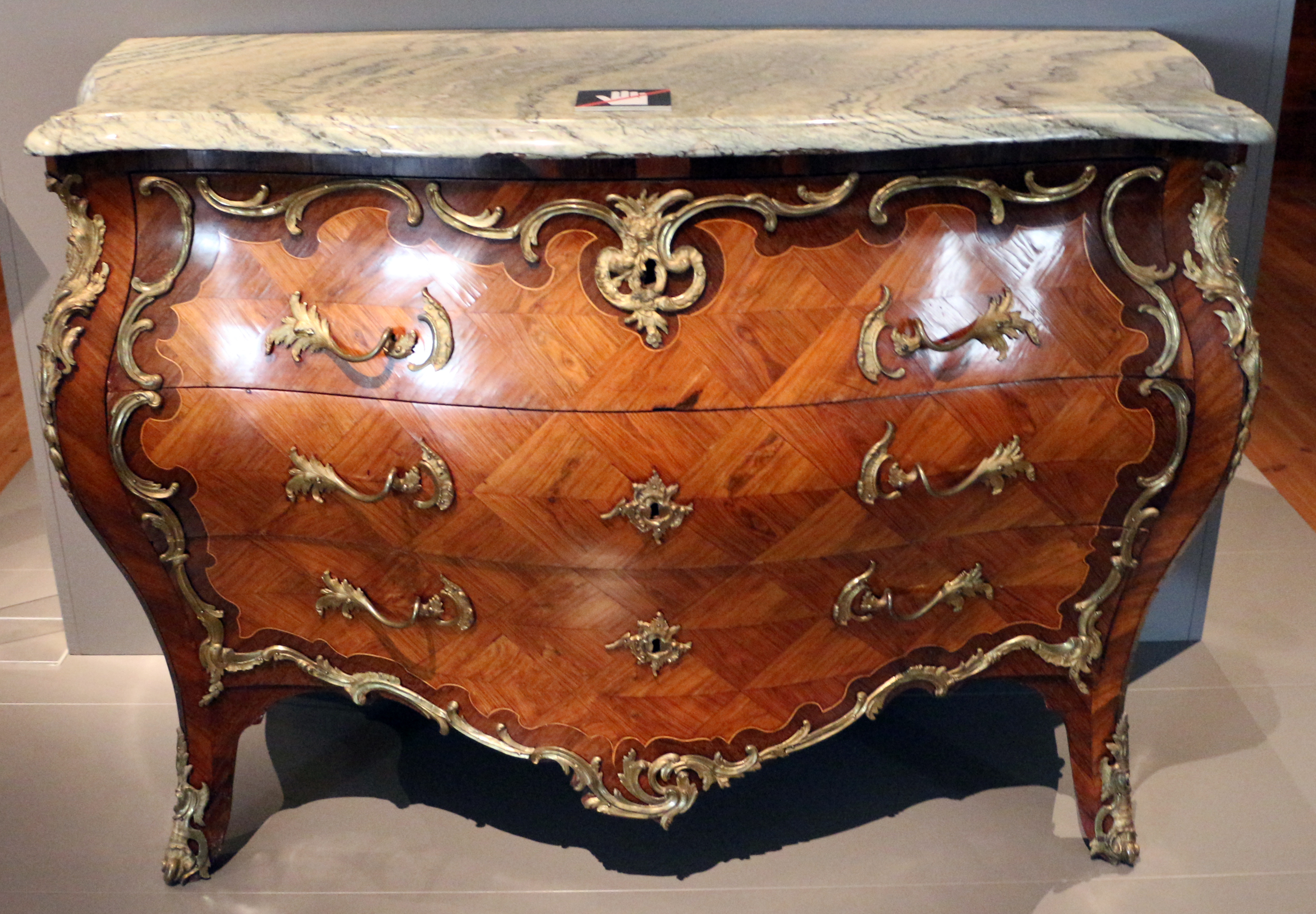
Rokoko-Kommode mit Deckplatte aus Marmor, Lorentz Nordin (zugeschrieben), Stockholm, ca. 1752–1773, National Museum Finnland
Vitrine mit dem Wappen Pius VI., Italien, 1770er Jahre, Hallwylska museet, Stockholm

## Darstellende Kunst

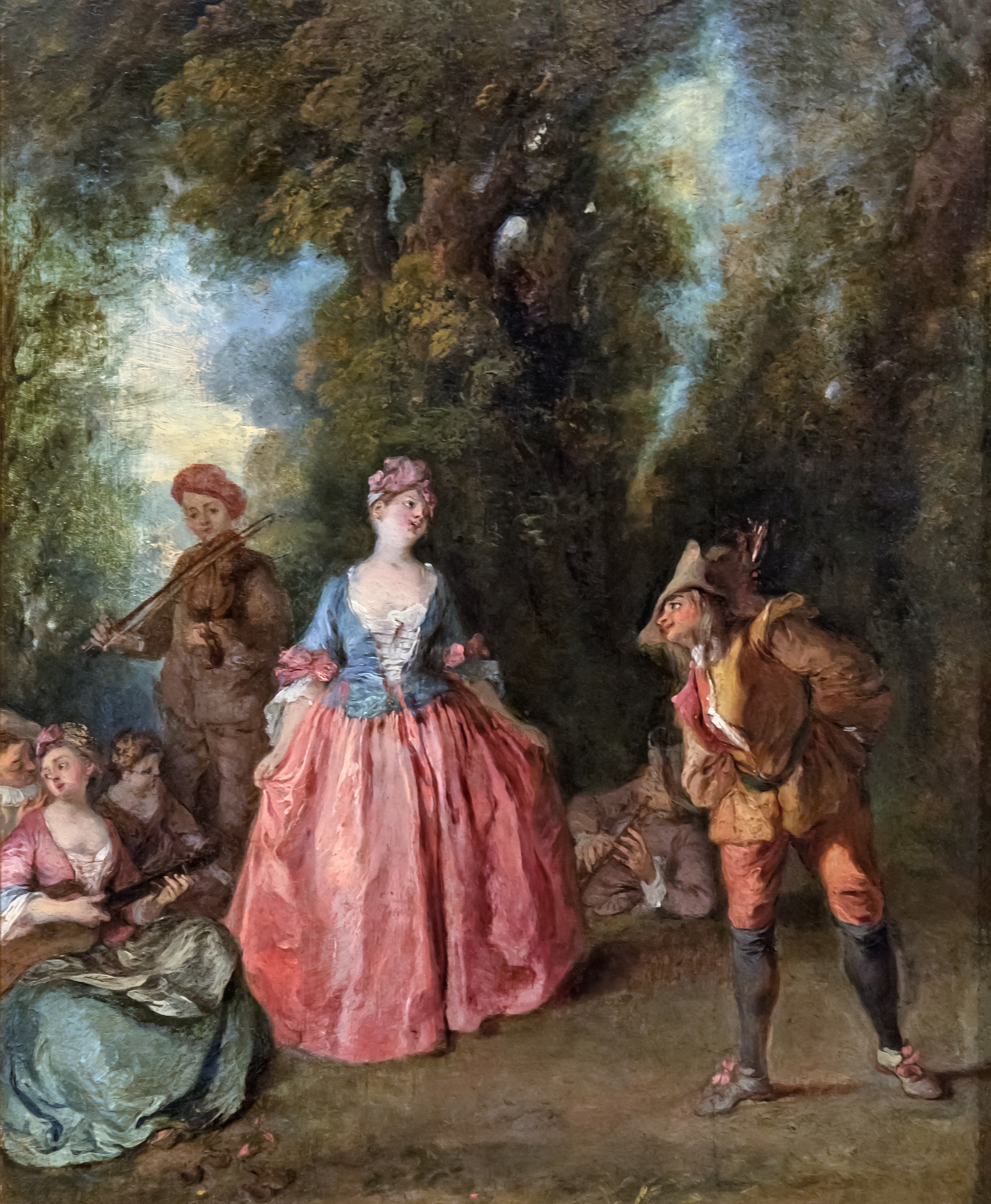
Nicolas Lancret: Fête galante mit Pulcinella, Fondation Bemberg, Toulouse

### Musik
Der Begriff „Rokoko“ ist im Bereich der Musik nicht allgemein üblich, obwohl es parallele Erscheinungen gibt. Siehe daher: